# 格洛克17手槍
格洛克17是由奥地利槍械製造商格洛克公司所設計及生產的第一款半自動手槍，發射9×19毫米帕拉貝倫口徑手枪子彈，標準彈匣為17發。

## 歷史
格洛克17在1980年設計，是為了回應奧地利陸軍取代瓦爾特P38手槍的需求而製造的。1983年，該槍成為奧地利陸軍的制式手槍，被命名為P80（Pistole 80）。

## 採用
格洛克17是目前全球執法單位最廣泛使用的手槍之一，而使用量最多的單位是菲律賓國家警察。除了軍警單位外，格洛克17在平民百姓、保安人員和私人軍事承包人員手上也頗為常見。多數使用者都是買來用於競技和自衛等用途，也有人用於犯罪。
另外，在流行文化方面，格洛克17及其衍生型均以現實世界上優秀的性價比而廣受角色歡迎。此外，前菲律賓總統貝尼格諾·艾奎諾也擁有同款手槍。

## 設計細節
格洛克17經歷了五次修改版本，第三版本被稱為第三代格洛克17（3rd generation GLOCK 17）。1999年開始推出的第三代格洛克17在套筒下前方設有格洛克通用導軌，以安裝各種戰術配件。另外亦在握把上有手指凹槽；2010年的版本稱為第四代格洛克17。最初的第四代格洛克包括格洛克17和格洛克22。第四代會在套筒上型號位置加上“Gen4”以玆識別；到了2017年的版本稱為第五代格洛克17。最初的第五代格洛克包括格洛克17和格洛克19。第五代會在套筒上型號位置加上“Gen5”以玆識別。
格洛克17及其衍生型都以其可靠性著稱。因為堅固耐用和簡化的設計，它們能在一些極端的環境下正常運作，並且能使用相當多種類的子彈，更可改裝成衝鋒手槍。而且它的零件數目也不多，因此維修相當方便，也因為發射的舒適性和性價比而令其一直保持著相當的人氣（槍管相對的較靠近握把，所以不需太大握力，也能減少後座力）。
與所有格洛克手槍一樣，格洛克17有三個安全裝置，但格洛克公司同時也推出連手動保險版本。據說格洛克手槍可於水下發射，但格洛克公司指出如在水中發射可能引至射手受傷。雖然不是水下手槍，但部分蛙人部隊會裝備格洛克17以應急之用。

## 第四代型號
2010年开始，新推出的格洛克17為了大大提高人機工效，採用了新紋理，握把由粗糙表面改凹陷表面，而握把略為縮小，亦且由過往不能更換改為可以更換握把片（分別是中形和大形，亦可以不裝上握把片直接使用），以調整握把尺寸，更適合不同的手形。套筒內部的復進簧改為雙復進簧式設計，大大降低了後坐力和提高了全槍的壽命。
為了適應雙復進簧式設計，套筒下的聚合物槍身前端部分較前一代格洛克17略為加寬。亦會有經改進的彈匣設計，以便左右手皆可以直接按下加大化的彈匣卡榫以更換彈匣，亦可以與舊式彈匣共用，但只可以右手按下彈匣卡榫以更換彈匣。

## 第五代型號
2017年开始，新推出的格洛克17以人機工效為中心修訂，並且提高可靠性。第五代格洛克手槍的許多部件不能與前幾代手槍互換。
第五代型號的一些顯著變化如下：槍管和套筒上採用了「nDLC」（Diamond-Like Carbon，类金刚石碳）表面處理，讓套筒內外以及槍管表面比前代的更耐磨、更耐久；將新的槍管膛線和加工設計運用到其配備的高精度槍管；取消了第三代和第四代格洛克17握把以上的手指凹槽，恢復為第一代和第二代格洛克17以上的無凹槽握把以提高握槍的自由度（但可以裝上售後市場以上具有凹槽的握把套附件）；握把的彈匣插槽變成了微微的喇叭口狀，並且在前後兩緣做了半圓形切口，以便於快速插入及拔出彈匣；以及配備雙手俱利的無彈後定桿。另外也省略了第三代導入、扳機銷上方的閉鎖件銷。許多內部部件也再不那麼顯眼。
彈匣也因應第五代型號而作出修改。重新設計的彈匣底板具有向前突出的唇部，以便於快速插入及拔出；而且更換了橙色的托彈板，以更快地目視觀察到彈匣以內的剩餘彈數。

## 衍生型

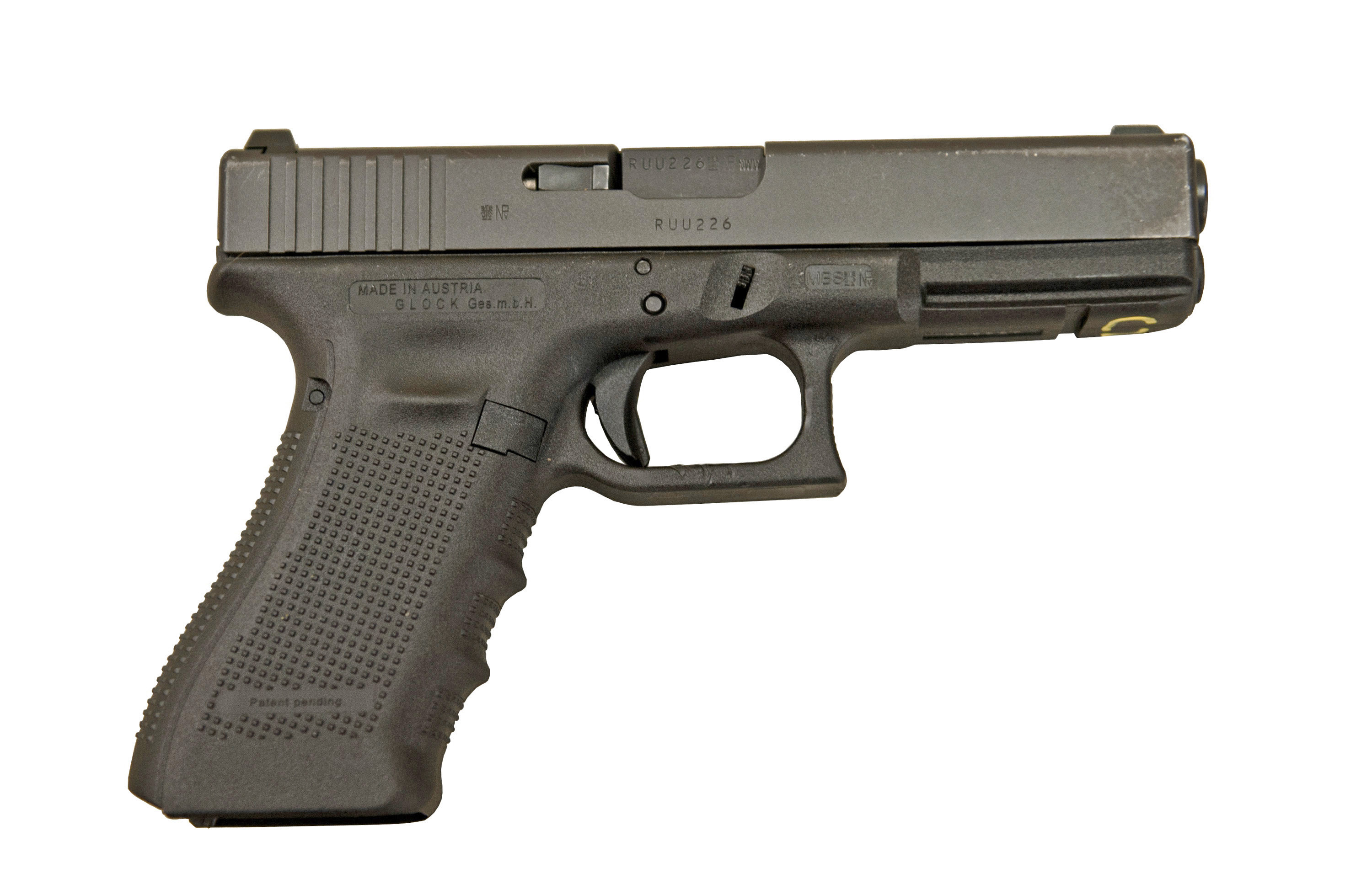
由英國軍隊發配的第四代格洛克17（4th generation GLOCK 17），並且命為L131A1一般制式手槍。

- 格洛克17C—枪口补偿装置改進型（英語：Compensated model），和其名字一樣，就是在格洛克17的枪管前裝上枪口补偿（抑制枪口跳动）装置版本，其實是在枪管前方頂部开兩個橢圓形的孔以利用半自動射擊時排出氣體抑制枪口方向。格洛克17C在1996年開始生產。
- 格洛克17L（英語：GLOCK 17L）是格洛克17的長滑套競技版本。
- 格洛克17MB（英語：GLOCK 17MB）是格洛克17的雙手靈活操作版本。
- 格洛克17RTF2（英語：GLOCK 17 RTF2；RTF2，意為：粗糙槍身2型）是格洛克17的表面修改版本。採用了新紋理，握把由粗糙表面改為凹陷表面，和將套筒後方的花紋會由直線改為彎線。[14][15][16]
- 格洛克17 MOS（英語：GLOCK 17 MOS）是格洛克17裝有模塊化光學瞄準鏡系統（英語：Modular Optic System）的改進型，在套筒後方頂部加工出一個平面，並於其上增加了紅點鏡安裝接口，用於安裝體積較小的小型紅點鏡（例如RMR、DeltaPoint），方便快速瞄準目標。格洛克17 MOS在2016年開始生產。2018年時與基本型同樣升級為第五代格洛克17 MOS。格洛克17 MOS將會被格洛克47 MOS取代。
- 格洛克17 FS（GLOCK 17 FS）是格洛克17在套筒前方兩側頂部都如後方兩側那樣加工出鋸齒狀防滑狀。一開始生產時為限時發售的第四代版本。後來在2018年格洛克17 MOS FS正式開始生產，並於2019年取代格洛克17在美國市場的位置，後來本升級套用到歐洲市場內並更名為格洛克17，取代原有不設滑套前部鋸齒紋的格洛克17。[17][18]
- 格洛克18（英語：GLOCK 18）是有如在套筒上裝有發射模式選擇鈕的格洛克17，可選擇全自動或單發射擊。
- 格洛克19（英語：GLOCK 19）是格洛克17的緊湊型版本。
- 格洛克19X（英語：GLOCK 19X）是格洛克17的混合緊湊型版本，以格洛克17的底把搭配格洛克19的滑套和槍管，除彈匣以外的零件均為第五代。
- 格洛克26（英語：GLOCK 26）是格洛克17的袖珍型版本。
- 格洛克34（英語：GLOCK 34）是格洛克17的加长比賽型版本。
- 格洛克45（英語：GLOCK 45）是格洛克17的混合緊湊型版本，亦可說是格洛克19X的全第五代格洛克手槍零件版本。
- 格洛克47（英語：GLOCK 47）是格洛克17的混合標準型版本，以格洛克17長度的滑套搭配格洛克45的底把。

### 地區型
- 格洛克海軍陸戰隊型（英語：GLOCK Mariner）和格洛克戰術型（英語：GLOCK Tactical）是格洛克17面向菲律宾市場推出的版本，特徵是可調節的照門，延長套筒鎖，海軍陸戰隊型彈簧底部和套筒上刻上的字改為水手型（英語：MARINER）或戰術型（英語：TACTICAL）。[19]
- 格洛克17A（英語：GLOCK 17A）是格洛克17的枪管延長至120毫米（4.72英寸）版本，可以發現槍管明顯的凸出。這種設計是針對澳洲市場，以符合在莫納什大學槍擊案以後當地法律對槍械的槍管長度的管制，並且只提供10發彈匣。[20][21]
- 格洛克17S（英語：GLOCK 17S）是格洛克17的連手動保險版本，可以發現套筒後方的直線花紋裝有明顯的手動保險。有一少批被澳洲塔斯馬尼亞州警察、以色列國防軍及警察、巴基斯坦警察和數個南美的安全部隊所採用。套筒上刻上的仍然是“17”而不是“17S”。雖然兩者是相似的，但是有別於裝有售後市場的外置手動保險的標準型格洛克17手槍。[22]
- 格洛克17Pro（英語：GLOCK 17Pro）是格洛克17的專門為芬蘭市場研製的版本。[19]它是從標準型格洛克17手槍經多種改良而成，包括：原廠製造的氚夜間機械瞄具、槍管前端的槍口延長螺紋、海軍陸戰隊型彈簧底部、經過修改的彈匣卡榫、延長型套筒釋放按鈕（原廠製造的較新型號的標準）、使用了增加彈匣容量（2發）的底座、1.59公斤（3.5磅）扣力的扳機和原廠製造的格洛克系列手槍槍套。[19]
- 格洛克17DK（英語：GLOCK 17DK）是格洛克17的專門為丹麥市場研製的版本。為了依照按照當地槍械法律規定全長最少210毫米（8.27英吋），因此格洛克17DK的槍管長度延長至122.5毫米（4.82英寸），讓手槍全長達到規定的210毫米（8.27英寸）。
- 格洛克17 Gen5 FR Coyote（英語：GLOCK 17 Gen5 FR Coyote）是格洛克17的法軍型民用版，一切配件仿照法軍採用的版本[23]。

### 訓練型

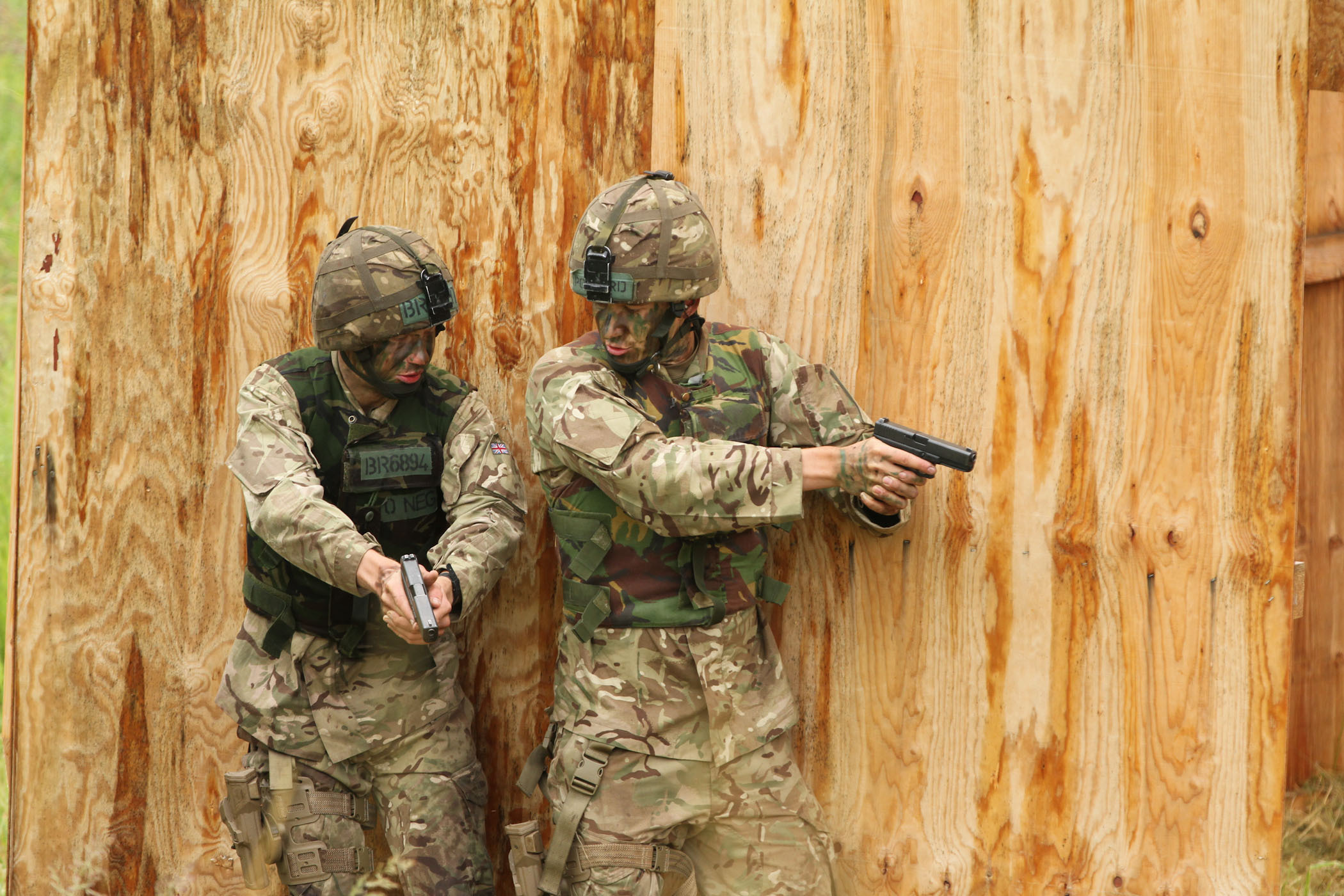
來自桑赫斯特皇家軍事學院的英國陸軍士兵手持格洛克17進行訓練

- 格洛克17T（英語：GLOCK 17T）是格洛克17的訓練型版本，發射油漆或橡膠子彈。格洛克17T分為兩個版本，它們都能夠很容易地通過明顯的藍色槍身辨認，分別是：發射由Simunition生產的9毫米Simunition FX迷彩漆彈的格洛克17T FX和利用可重複裝填的壓縮空氣以發射油漆和橡膠子彈的格洛克17T 7.8x21 AC。
- 格洛克17P／格洛克17R（英語：GLOCK 17P／GLOCK 17R）是格洛克17的模擬訓練用途版本，例如是利用手槍作肉搏戰、裝彈和退彈。格洛克17P／格洛克17R和標準型格洛克17的最大分別就是其紅色的槍身、一根惰性槍管（沒有膛室，從而防止因裝填實彈所造成的意外）和後膛（英语：Breech-loading weapon）表面沒有留有擊鐵孔（防止有人將原來的格洛克17的槍管與訓練用的套筒混合組裝）。

### 仿製品／外國生產型
- 美国
  - 由格洛克美国分公司製造
  - 主要面向美國市場出售
  - 由ZEV生產的OZ9
  - 由Polymer80生產的PF940
- 乌拉圭
  - 由國營兵工廠製造
  - 主要供應當地軍警使用
- 俄羅斯
  - 由不同槍械生產廠，如奧爾西集團公司（英语：ORSIS）、Skat、伊熱夫斯克機器製造廠（Izhmash）授權製造
  - 主要供應當地軍警使用
- 中华人民共和国
  - 由中國北方工業公司生產的未授權仿製型號NP7，又稱CS/LP11A[24]

## 使用者

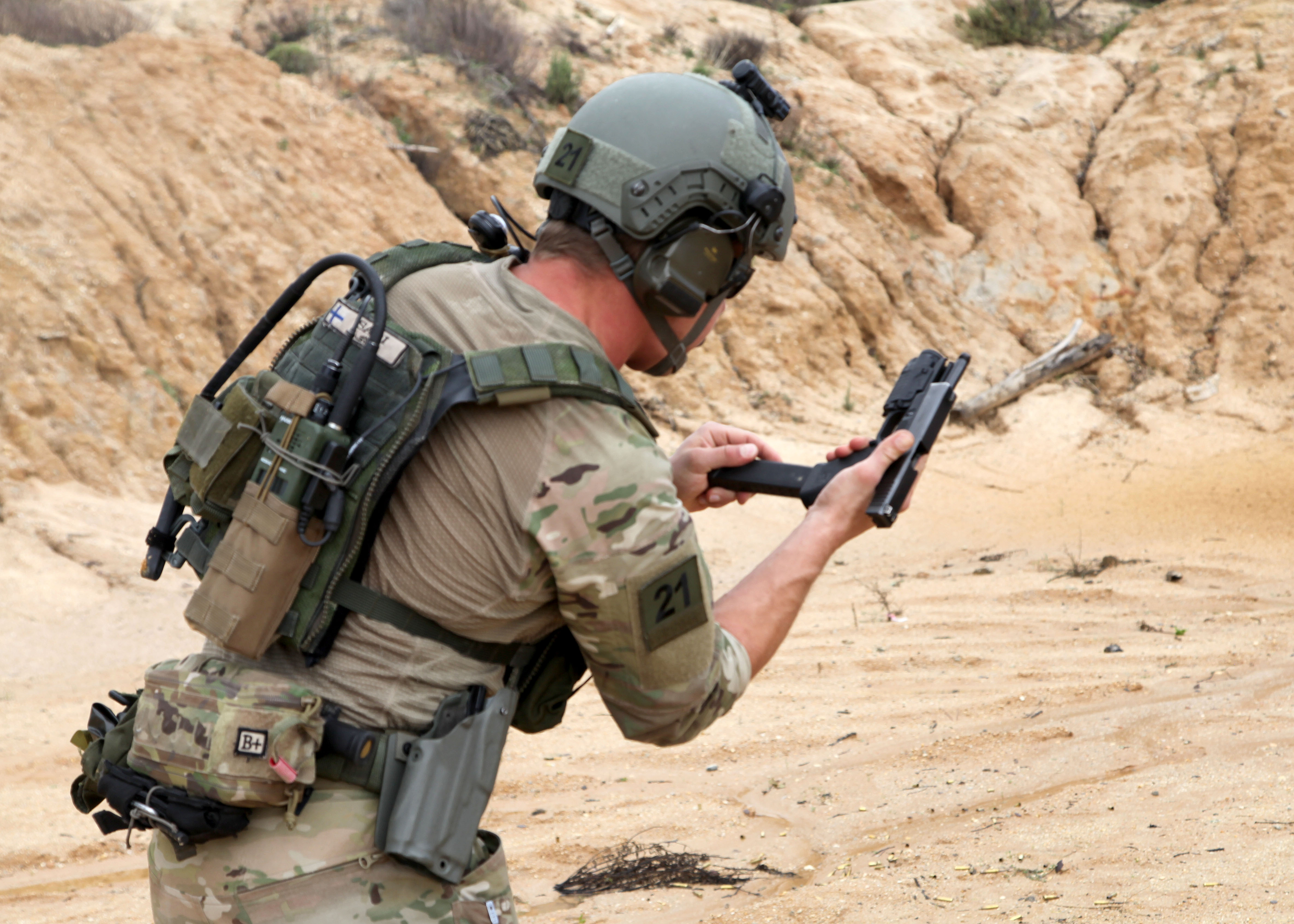
正為其格洛克17更換彈匣的芬蘭海軍特種部隊幹員

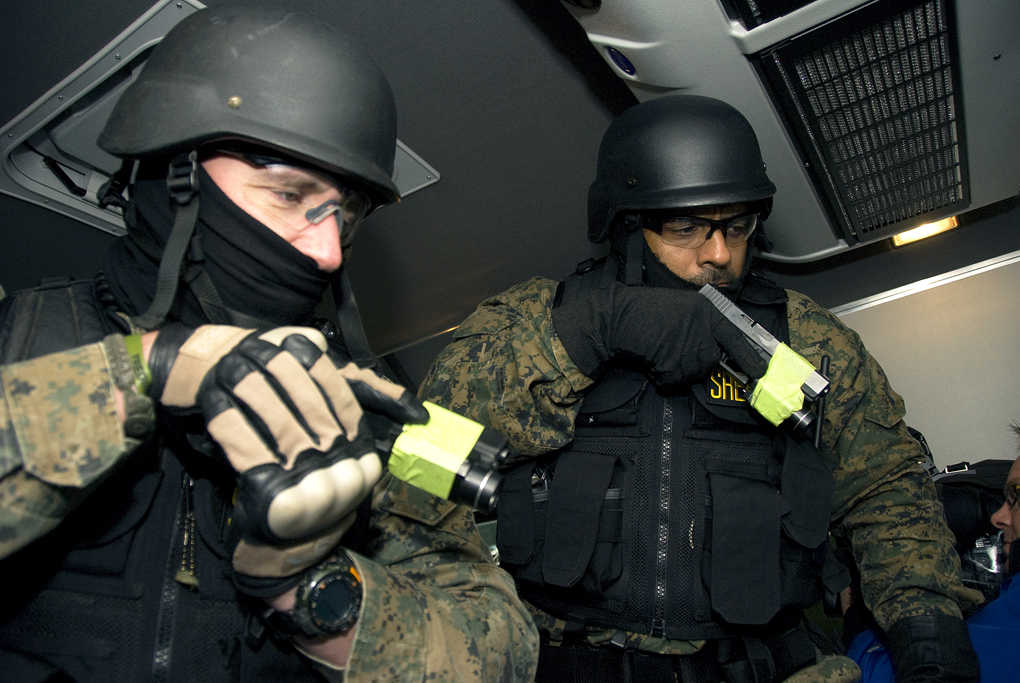
手持格洛克17的SWAT隊員，其在底把下方裝有電筒，並以膠帶加固

| 國家和地區                       | 組織 |
| -------------------------------- | --- |
| 阿富汗                           | 阿富汗內務部 |
| 阿富汗伊斯蘭酋長國               | 阿富汗內務部 |
| 阿富汗伊斯蘭酋長國               | 情報總局 |
| 阿尔巴尼亚                       | 阿爾巴尼亞警察武裝分子掃蕩部門 |
| 阿尔及利亚                       | 阿爾及利亞警察研究與干預旅 |
| 阿尔及利亚                       | 阿爾及利亞情報及安全局特別干預組 |
| 安道尔                           | 警察干預小組 |
| 阿根廷                           | 阿根廷武裝部隊 |
| 阿根廷                           | 阿根廷聯邦警察 |
| 阿根廷                           | 布宜諾斯艾利斯省警察鷹特別行動旅 |
| 亞美尼亞                         | 亞美尼亞警察 |
|                                  | 澳洲聯邦警察 |
| 澳洲邊防部隊                     | |
| 塔斯馬尼亞警察                   | |
| 奥地利                           | 奧地利聯邦軍，命名為Pistole 80 |
| 奥地利                           | 奧地利聯邦警察 |
| 奥地利                           | 奧地利聯邦內務部眼鏡蛇作戰司令部 |
|                                  | 特種部隊 |
|                                  | 孟加拉武裝部隊 |
| 多個執法機關                     | |
|                                  | 巴巴多斯皇家警察部隊 |
| 白俄羅斯                         | 白俄羅斯共和國內務部“鑽石”反恐部隊 |
| 白俄羅斯                         | 白羅斯共和國國家安全委員會阿爾法小組 |
| 比利时                           | 比利時聯邦警察 |
| 比利时                           | 地方警察 |
|                                  | 波士尼亞與赫塞哥維那武裝部隊 |
| 國家調查及保護局                 | |
| 玻利维亚                         | 玻利維亞武裝部隊 |
| 巴西                             | 巴西聯邦警察 |
| 巴西                             | 巴西特種作戰司令部 |
| 巴西                             | 機構安全內閣 |
| 巴西                             | 里約熱內盧軍事警察特別警察行動營 |
| 保加利亚                         | 特別反恐部隊 |
| 柬埔寨                           | 柬埔寨皇家武裝部隊 |
| 加拿大                           | 多個地方警察單位 |
| 加拿大                           | 不列顛哥倫比亞護理局 |
| 智利                             | 智利警察 |
| 中华人民共和国                   | 中國人民武裝警察部隊特種警察學院 |
| 中华人民共和国                   | 新疆特警总队 |
| 哥伦比亚                         | 哥倫比亞軍事部隊 |
|                                  | 特警單位 |
| 捷克                             | 捷克共和國警察迅速反應營 |
| 捷克                             | 國際特派任務人員 |
| 捷克                             | 捷克陸軍第601特種部隊群 |
| 賽普勒斯                         | 塞浦路斯國民警衛隊 |
| 丹麦                             | 丹麥國防軍 |
|                                  | 多明尼加共和國武裝部隊 |
| 东帝汶                           | 東帝汶國家警察 |
|                                  | 厄瓜多爾國家警察 |
| 特警單位                         | |
| 埃及                             | 埃及國家警察 |
| 薩爾瓦多                         | 薩爾瓦多武裝部隊 |
| 爱沙尼亚                         | 愛沙尼亞警察 |
| 斐济                             | 斐濟警察戰術反應部隊 |
| 芬兰                             | 芬蘭警察 |
| 芬兰                             | 芬蘭邊防軍 |
| 芬兰                             | 芬蘭國防軍；命名為9.00 PIST 2008 |
| 芬兰                             | 芬蘭懲教局 |
| 法國                             | 法國武裝部隊，採用沙色底把的第五代格洛克17及格洛克17 MOS                                                                                                 |
| 法國                             | 法國特種作戰司令部 |
| 法國                             | 法國國家憲兵 |
| 法國                             | 法國國家警察 |
|                                  | 喬治亞特種作戰部隊 |
| 格魯吉亞內務部                   | |
| 德国                             | 德國聯邦警察GSG 9 |
| 德国                             | 德國州警察特別行動突擊隊 |
| 德国                             | 德國聯邦刑警 |
| 德国                             | 德國聯邦海關 |
| 德国                             | 德國聯邦國防軍特種部隊單位；命名為“P9” |
| 希腊                             | 希臘陸軍第32海軍陸戰旅 |
| 希腊                             | 希臘海軍水下爆破司令部 |
| 希腊                             | 希臘警察特別反恐單位 |
| 香港                             | 香港警務處多個單位（小艇分區、保護證人組、要員保護組、特別戰術小隊、跟蹤支援隊、鐵路應變部隊、機場特警組、反恐特勤隊、特別任務連及有組織及三合會調查科） |
| 香港                             | 廉政公署證人保護及槍械組 |
| 匈牙利                           | 匈牙利國防軍特種部隊 |
| 匈牙利                           | 反恐中心 |
| 冰島                             | 冰島危機應變單位 |
| 冰島                             | 冰島國家警察 |
| 印度                             | 特別保護組；於2008年被FN Five-seveN所取代 |
| 印度                             | 印度國家安全衛隊 |
| 印度                             | 印度海軍突擊隊 |
| 印度                             | 印度陸軍傘兵特種部隊 |
| 印度                             | 孟買警察第一部隊 |
| 印度尼西亞                       | 印尼國家武裝部隊 |
| 印度尼西亞                       | 印尼國家警察 |
| 伊朗                             | 特種部隊單位 |
| 愛爾蘭                           | 愛爾蘭和平衛隊 |
| 以色列                           | 以色列國防軍 |
| 以色列                           | 以色列警察 |
| 以色列                           | 以色列國境警察特勤隊 |
| 以色列                           | 以色列國家安全局 |
| 以色列                           | 以色列監獄局 |
| 意大利                           | 義大利陸軍第9傘降突擊團 |
| 意大利                           | 義大利海軍突襲兵與潛水員司令部 |
| 意大利                           | 卡賓槍騎兵特別干預組 |
| 意大利                           | 意大利國家警察中央安全行動局 |
| 牙买加                           | 牙買加警察部隊 |
| 牙买加                           | 牙買加國防軍 |
| 日本                             | 警視廳警護課 |
| 约旦                             | 皇家衛隊 |
| 约旦                             | 約旦武裝部隊 |
|                                  | 哈薩克共和國國家安全委員會 |
|                                  | 肯尼亞國防軍 |
| 肯尼亞警察                       | |
| 科威特                           | 科威特警察 |
|                                  | 大韓民國陸軍特戰司令部 |
| 大韓民國海軍特戰戰團             | |
| 大韓民國警察廳警察特攻隊         | |
| 大韓民國海洋警察廳海洋警察特攻隊 | |
| 國家情報院                       | |
| 科索沃                           | 科索沃安全部隊 |
| 科索沃                           | 科索沃警察 |
| 拉脫維亞                         | 拉脫維亞國家武裝部隊 |
| 拉脫維亞                         | 拉脫維亞國家警察 |
| 利比里亚                         | |
| 列支敦斯登                       | 聯邦警察干預單位 |
| 立陶宛                           | 立陶宛武裝部隊 |
| 立陶宛                           | 立陶宛警察 |
| 盧森堡                           | 盧森堡大公國軍 |
| 盧森堡                           | 大公國警察特別單位 |
| 澳門                             | 澳門治安警察局 |
| 澳門                             | 澳門海關 |
| 马来西亚                         | 马来西亚武装部队 |
| 马来西亚                         | 马来西亚皇家警察 |
| 马来西亚                         | 馬來西亞皇家海關 |
| 马来西亚                         | 馬來西亞監獄署 |
| 马来西亚                         | 柔佛御林軍 |
| 馬爾他                           | 馬耳他警察部隊 |
| 馬爾他                           | 馬耳他武裝部隊 |
| 模里西斯                         | 特種部隊單位 |
| 模里西斯                         | 毛里求斯國家警察 |
| 墨西哥                           | 墨西哥海軍 |
| 墨西哥                           | 墨西哥聯邦警察 |
| 摩尔多瓦                         | 摩爾多瓦地面部隊特種部隊單位 |
| 摩納哥                           | 王太子卡賓槍騎兵連 |
| 蒙特內哥羅                       | 黑山武裝部隊 |
| 摩洛哥                           | 特種部隊單位 |
| 緬甸                             | 緬甸警察部隊特種作戰特遣隊 |
| 荷蘭                             | 荷蘭武裝部隊 |
| 荷蘭                             | 荷蘭國家警察 |
| 新西兰                           | 紐西蘭警察 |
| 新西兰                           | 紐西蘭國防軍 |
| 尼泊爾                           | 尼泊爾警察特別任務部隊 |
| 尼日尔                           | 執法機關 |
| 奈及利亞                         | 尼日利亞國家安全局 |
| 尼加拉瓜                         | 尼加拉瓜武裝部隊 |
| 挪威                             | 挪威國防軍，命名為P80 |
| 挪威                             | 挪威警察局 |
| 巴拿马                           | 巴拿馬公眾部隊 |
|                                  | |
| 巴基斯坦                         | 巴基斯坦武裝部隊 |
| 巴基斯坦                         | 巴基斯坦警察局 |
| 菲律賓                           | 菲律賓國家警察 |
| 菲律賓                           | 菲律賓陸軍 |
| 菲律賓                           | 菲律賓海軍特種作戰司令部 |
| 菲律賓                           | 菲律賓海軍陸戰隊特種作戰群 |
| 菲律賓                           | 總統安全組 |
| 菲律賓                           | 菲律賓國家情報調節局 |
| 菲律賓                           | 菲律賓緝毒局 |
| 菲律賓                           | 菲律賓國家調查局 |
| 波蘭                             | 波蘭憲兵 |
| 波蘭                             | 特種軍司令部 |
| 波蘭                             | 波蘭警察 |
| 葡萄牙                           | 葡萄牙陸軍 |
| 葡萄牙                           | 葡萄牙海軍陸戰隊 |
| 葡萄牙                           | 葡萄牙治安警察局 |
| 葡萄牙                           | 葡萄牙國家共和國衛隊 |
|                                  | 特警單位 |
| 中華民國                         | 中華民國陸軍：少量裝備於陸軍航空特戰指揮部及轄下高空特種勤務中隊（涼山特勤隊）                                                                           |
| 中華民國                         | 中華民國憲兵憲兵特勤隊 |
| 中華民國                         | 中華民國國家安全局：多數採用比照警政署裝備之瓦爾特PPQ M2 NPA手槍                                                                                         |
| 中華民國                         | 海巡署特勤隊 |
| 中華民國                         | 警政署維安特勤隊、除暴特勤隊、各直轄市政府警察局保安警察大隊及特殊任務警力編組（霹靂小組），但主要裝備瓦爾特PPQ M2 NPA手槍                               |
| 塞族共和國                       | 特別反恐單位 |
| 羅馬尼亞                         | 羅馬尼亞武裝部隊 |
| 羅馬尼亞                         | 羅馬尼亞警察 |
| 俄羅斯                           | 俄羅斯聯邦內務部 |
| 俄羅斯                           | 俄羅斯聯邦國家近衛軍 |
| 俄羅斯                           | 俄羅斯聯邦安全局 |
| 俄羅斯                           | 俄羅斯聯邦警衛局 |
| 俄羅斯                           | 俄羅斯聯邦司法部 |
| 俄羅斯                           | 俄羅斯聯邦武裝力量特種作戰部隊 |
| 圣马力诺                         | 聖馬力諾民警 |
| 圣马力诺                         | 聖馬力諾要塞衛隊 |
| 沙烏地阿拉伯                     | 沙特阿拉伯皇家武裝部隊 |
| 塞爾維亞                         | 塞爾維亞警察 |
|                                  | 塞拉利昂警察 |
| 新加坡                           | 新加坡警察部隊 |
| 所罗门群岛                       | 所羅門群島皇家警察部隊 |
| 斯洛伐克                         | 斯洛伐克武裝部隊第5特種作戰團 |
| 斯洛伐克                         | 斯洛伐克警察部隊 |
| 斯洛維尼亞                       | 斯洛文尼亞國家警察 |
| 南非                             | 南非警察局 |
| 西班牙                           | 西班牙武裝部隊 |
| 西班牙                           | 西班牙民間衛隊特別干預組 |
| 西班牙                           | 西班牙皇家衛隊 |
| 斯里蘭卡                         | 斯里蘭卡武裝部隊 |
| 斯里蘭卡                         | 斯里蘭卡警察 |
| 瑞典                             | 瑞典國防軍；命名為Pistol 88 |
| 瑞典                             | 瑞典海岸警衛隊 |
| 瑞典                             | 瑞典軍事情報及安全總局 |
| 瑞典                             | 瑞典海關局 |
| 瑞士                             | 瑞士武裝部隊特種部隊單位 |
| 瑞士                             | 瑞士聯邦警察 |
| 瑞士                             | 各州警察 |
|                                  | 特種部隊單位 |
| 泰國                             | 泰國皇家武裝部隊 |
| 泰國                             | 泰國皇家警察 |
| 千里達及托巴哥                   | |
| 突尼西亞                         | 特種部隊單位 |
| 土耳其                           | 土耳其军队特種部隊單位 |
| 土耳其                           | 警察特種作戰部 |
| 土耳其                           | 土耳其國家情報局 |
| 乌克兰                           | 烏克蘭安全局阿爾法小組 |
| 乌克兰                           | 烏克蘭武裝部隊 |
| 阿联酋                           | 阿拉伯聯合酋長國武裝部隊特種部隊單位 |
| 阿联酋                           | 特警單位 |
| 英国                             | 英國武裝部隊，命名為L131A1；格洛克17T命名為L131A2 |
| 英国                             | 多個警察局的槍械授權警員 |
| 英国                             | 倫敦都市警部中央行動部特種槍械司令部 |
| 英国                             | 蘇格蘭警察特種槍械單位 |
| 英国                             | 北愛爾蘭警察局 |
| 英国                             | 民間核設施警察 |
| 美国                             | |
| 美國特種作戰司令部（Mk 28）      | |
| 中央情報局                       | |
| 美國法警局                       | |
| 美國國土安全局刑事調查部         | |
| 聯邦調查局                       | |
| 美國國家航空暨太空總署特別應變隊 | |
| 美國特勤局反擊隊                 | |
| 美國農業部                       | |
| 美國海關及邊境保衛局             | |
| 印第安事務局                     | |
| 美國環境保護局                   | |
| 多個地方警察局及執法單位         | |
| 乌拉圭                           | 烏拉圭國民軍 |
|                                  | 烏茲別克國家安全局特種部隊 |
| 梵蒂冈                           | 梵蒂岡憲兵 |
| 委內瑞拉                         | 委內瑞拉玻利瓦國家軍 |
| 尚比亞                           | 警察單位 |

## 犯罪用途

### 2016年奥兰多夜店枪击案
2016年6月12日約上午2:00至5:00（北美东部时区UTC-4），美国佛罗里达州奥兰多南奥兰治大道1912号，29歲阿富汗裔伊斯兰国殺手奥马尔·马丁使用格洛克17（和一枝SIG MCX半自动步枪），在佛羅里達州奧蘭多「脈動」同志酒吧中大開殺戒，擊殺至少49人並槍傷53人，最終他在警匪激鬥中被警方除掉。這是美國歷史上最嚴重的大規模槍擊事件，死傷人數僅次於911恐怖攻擊事件。

## 圖集

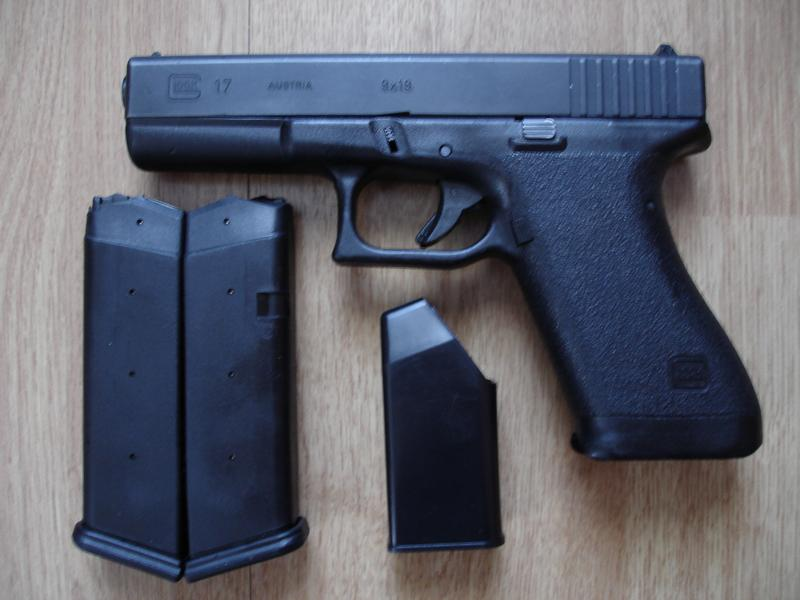
連其配件的格洛克17
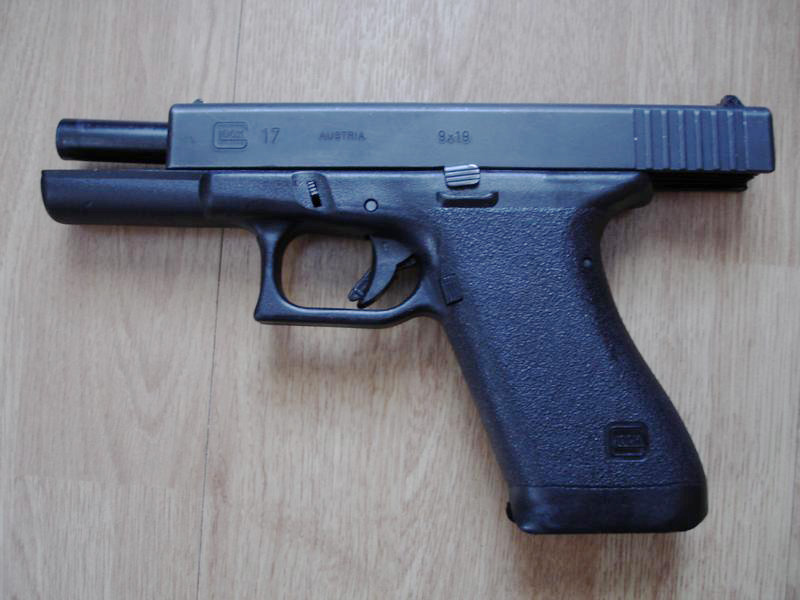
無彈後定狀態的格洛克17（左）
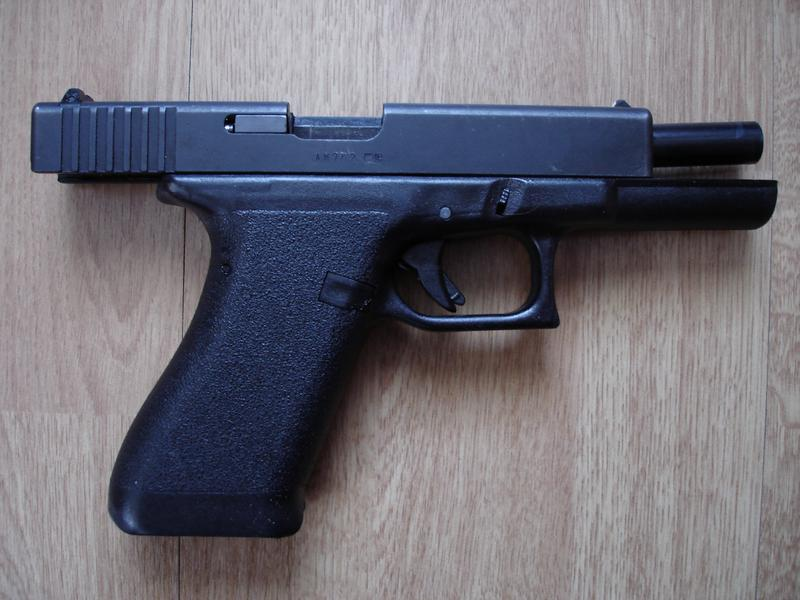
空倉掛機狀態的格洛克17（右）
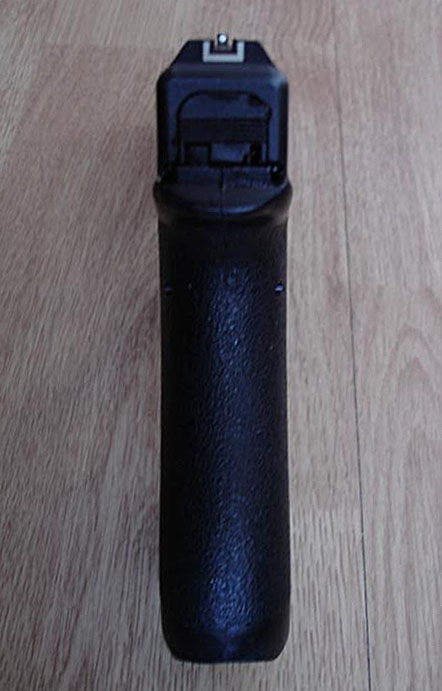
格洛克17（握把方向）
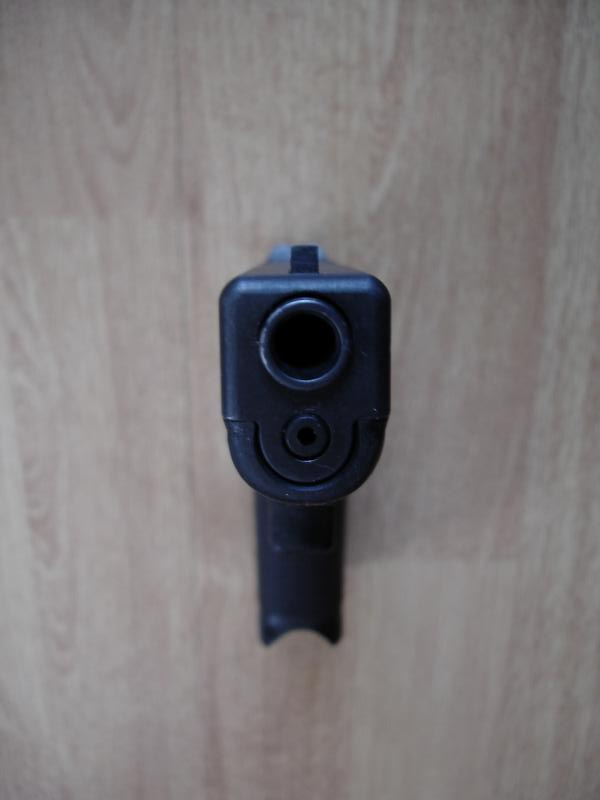
格洛克17（槍口方向）
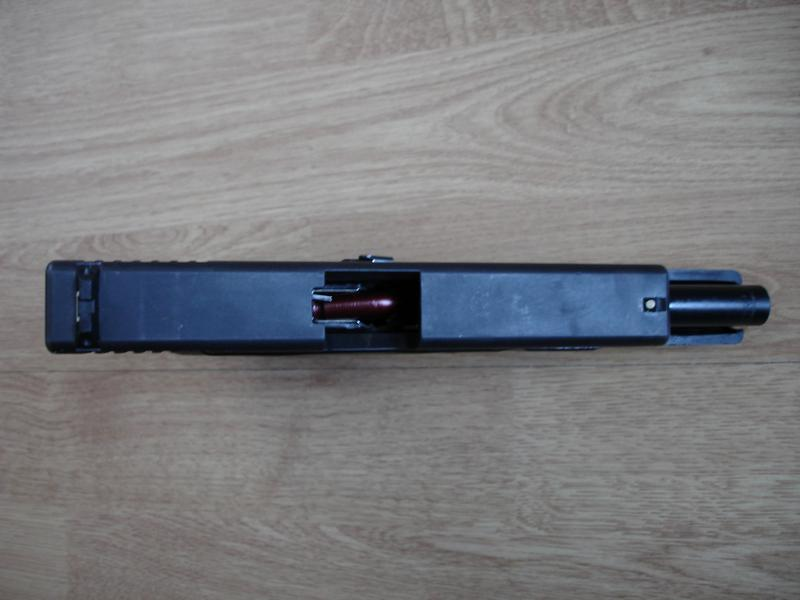
空倉掛機狀態的格洛克17（頂部）
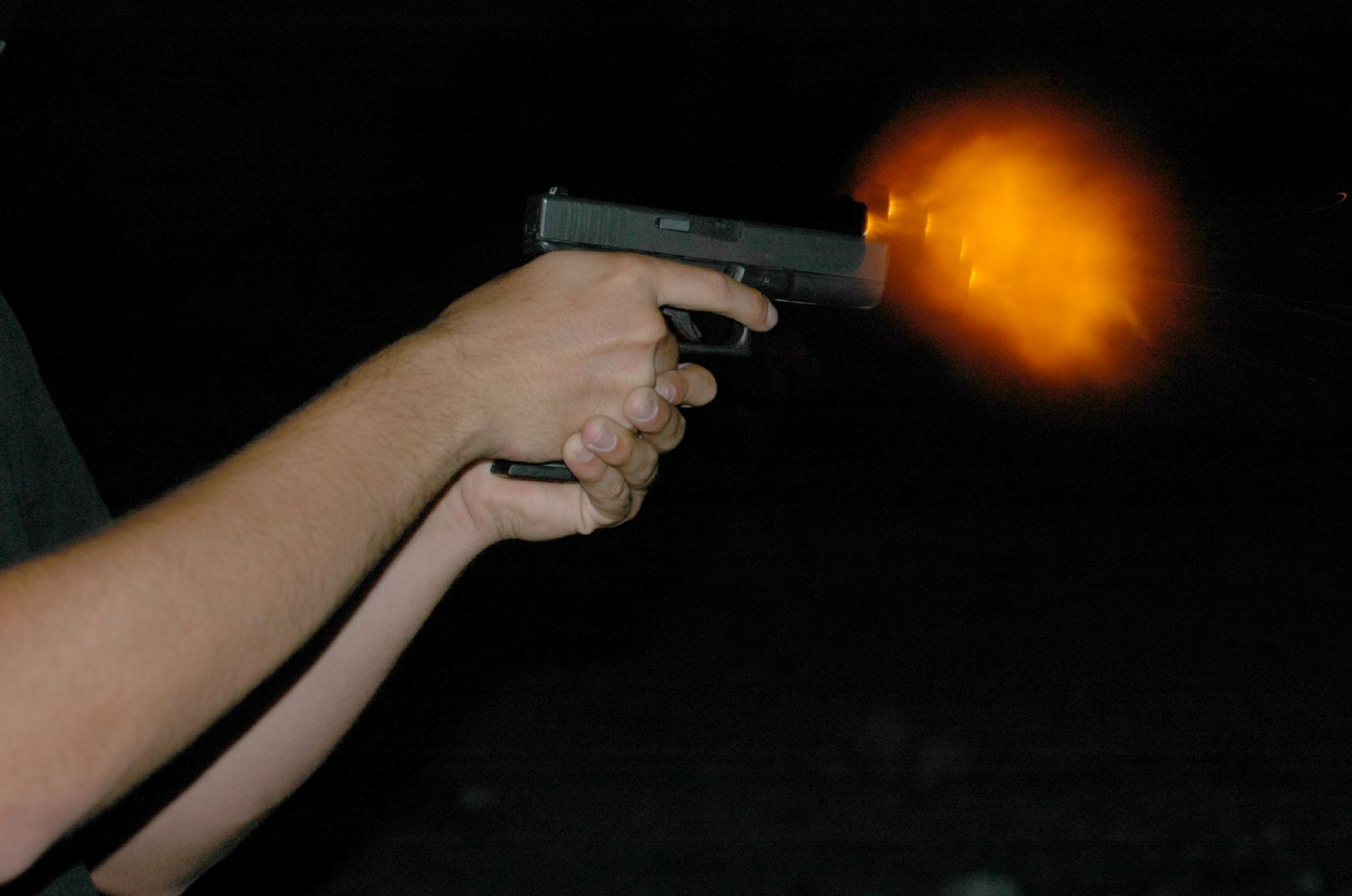
在黑暗中射擊的格洛克17
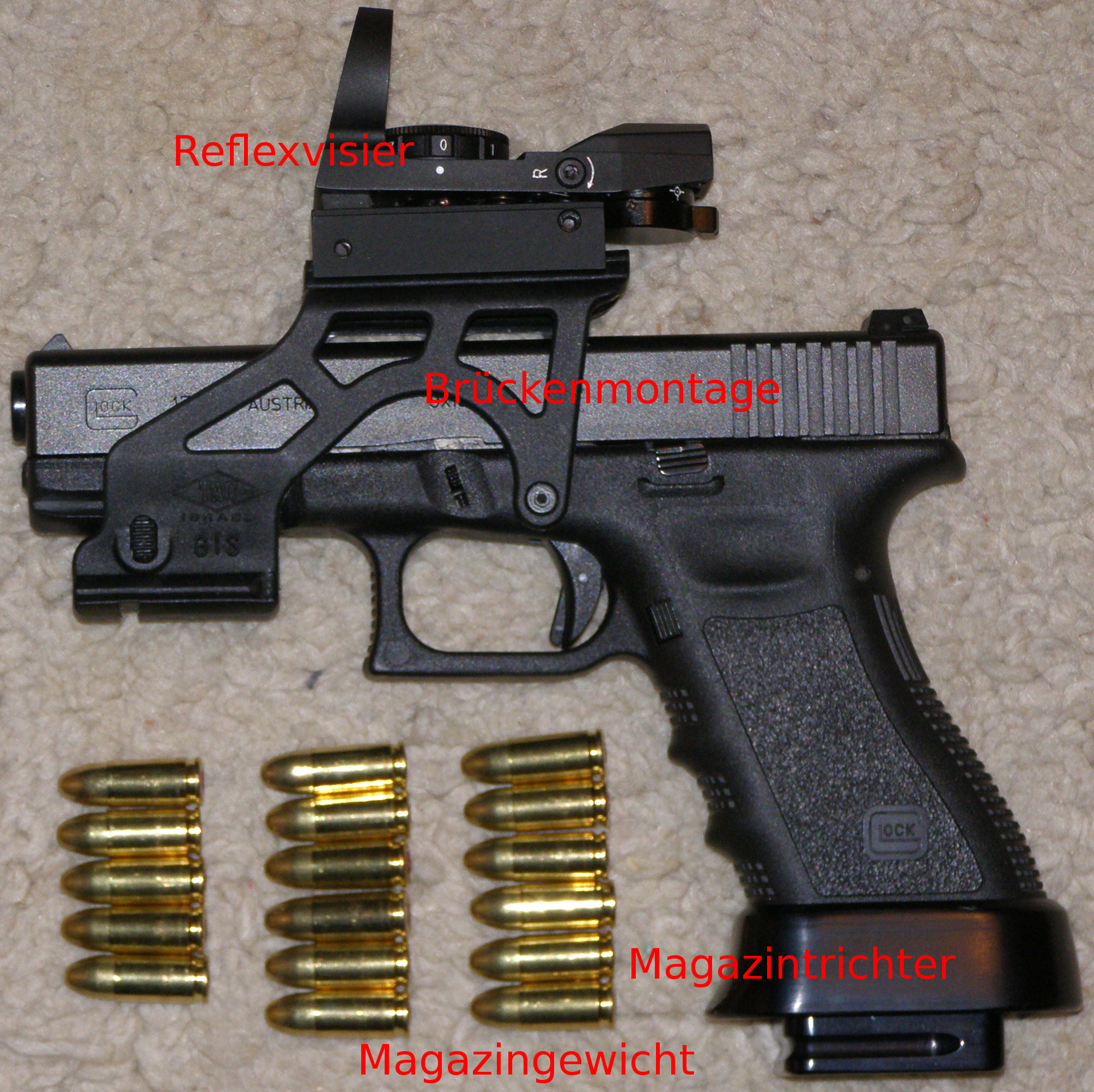
第三代格洛克17，設有套筒導軌。此槍正利用導軌裝上格洛克戰術瞄準鏡安裝橋
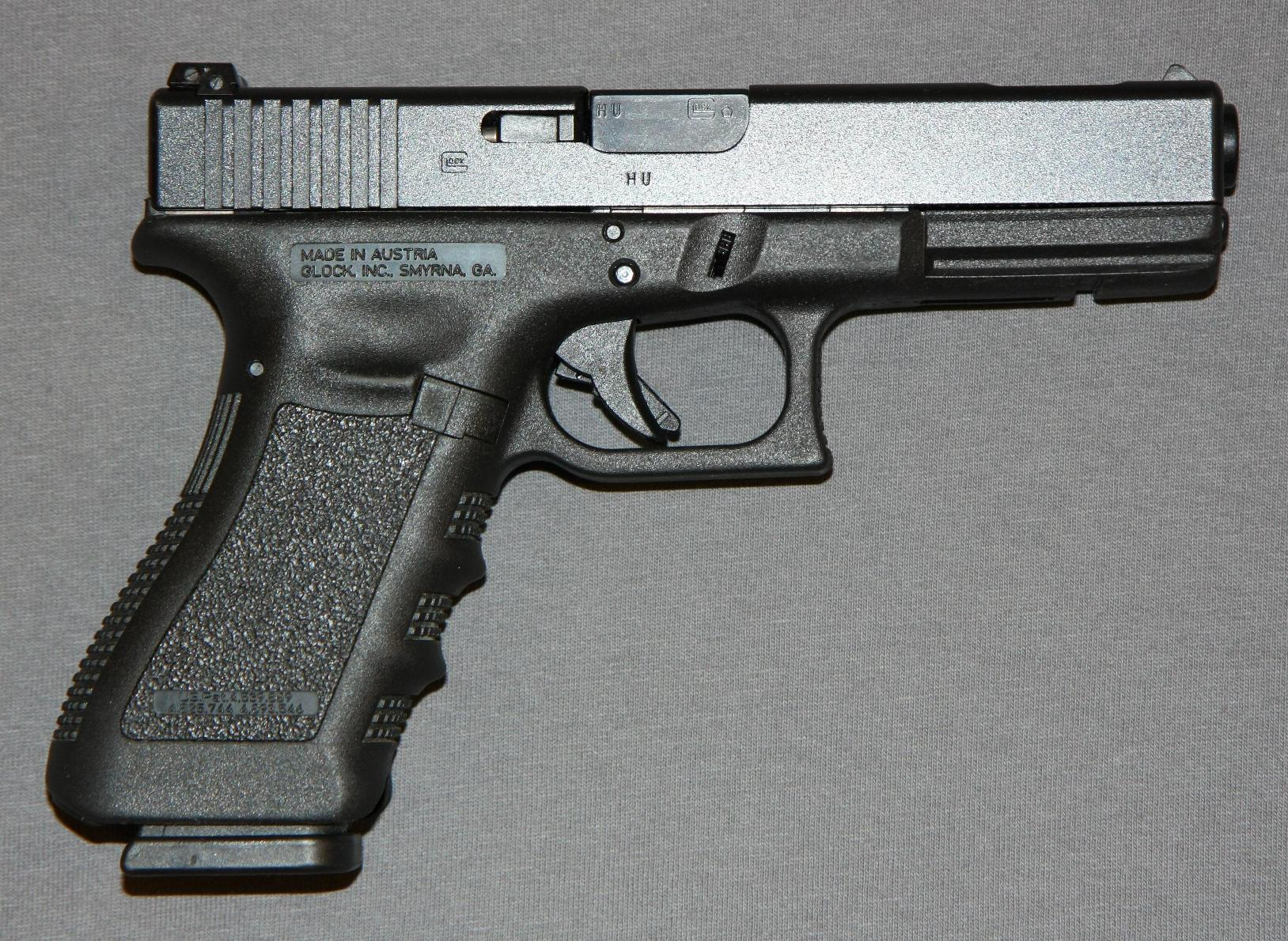
格洛克17C
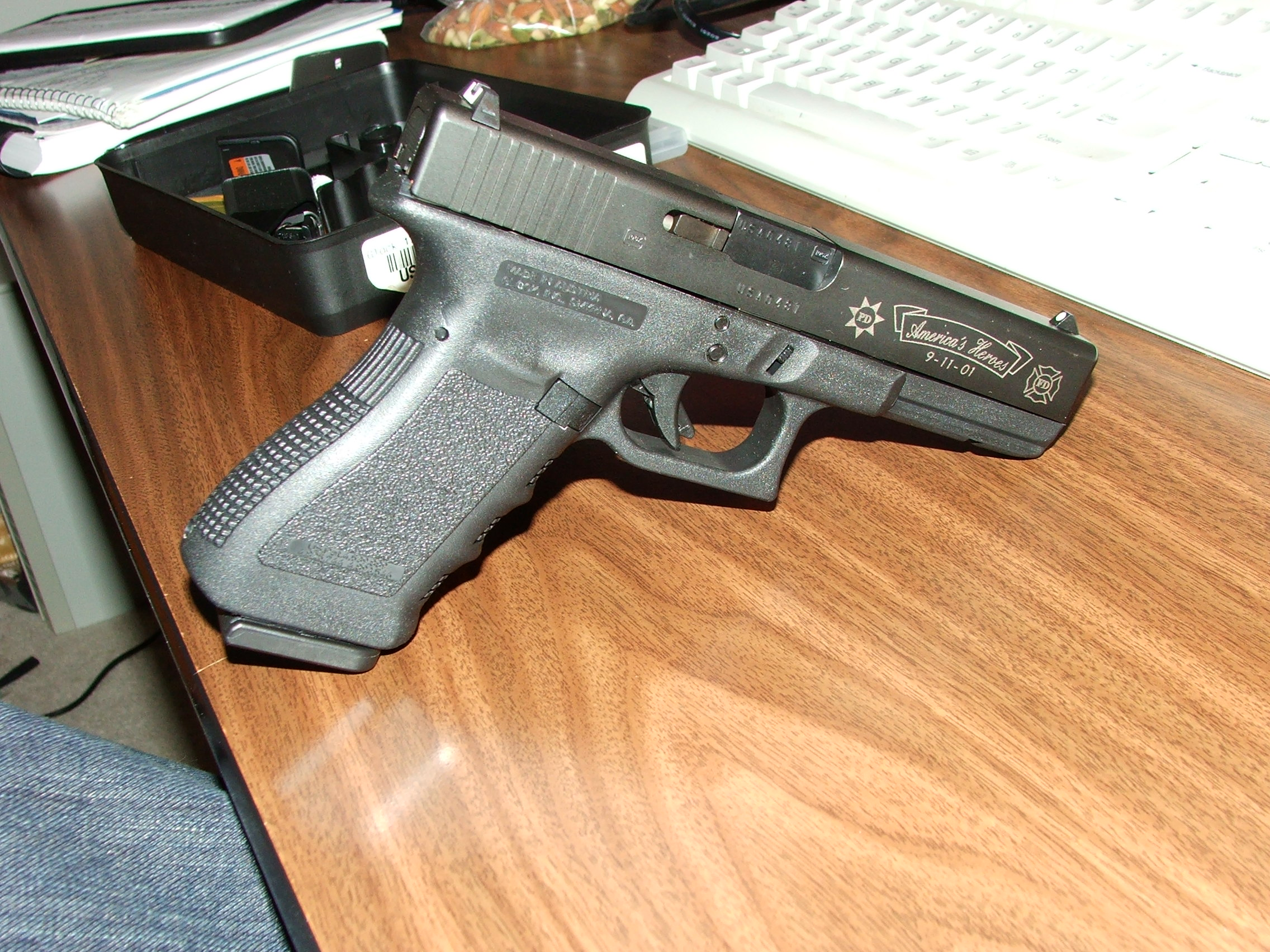
原廠生產的格洛克17紀念版
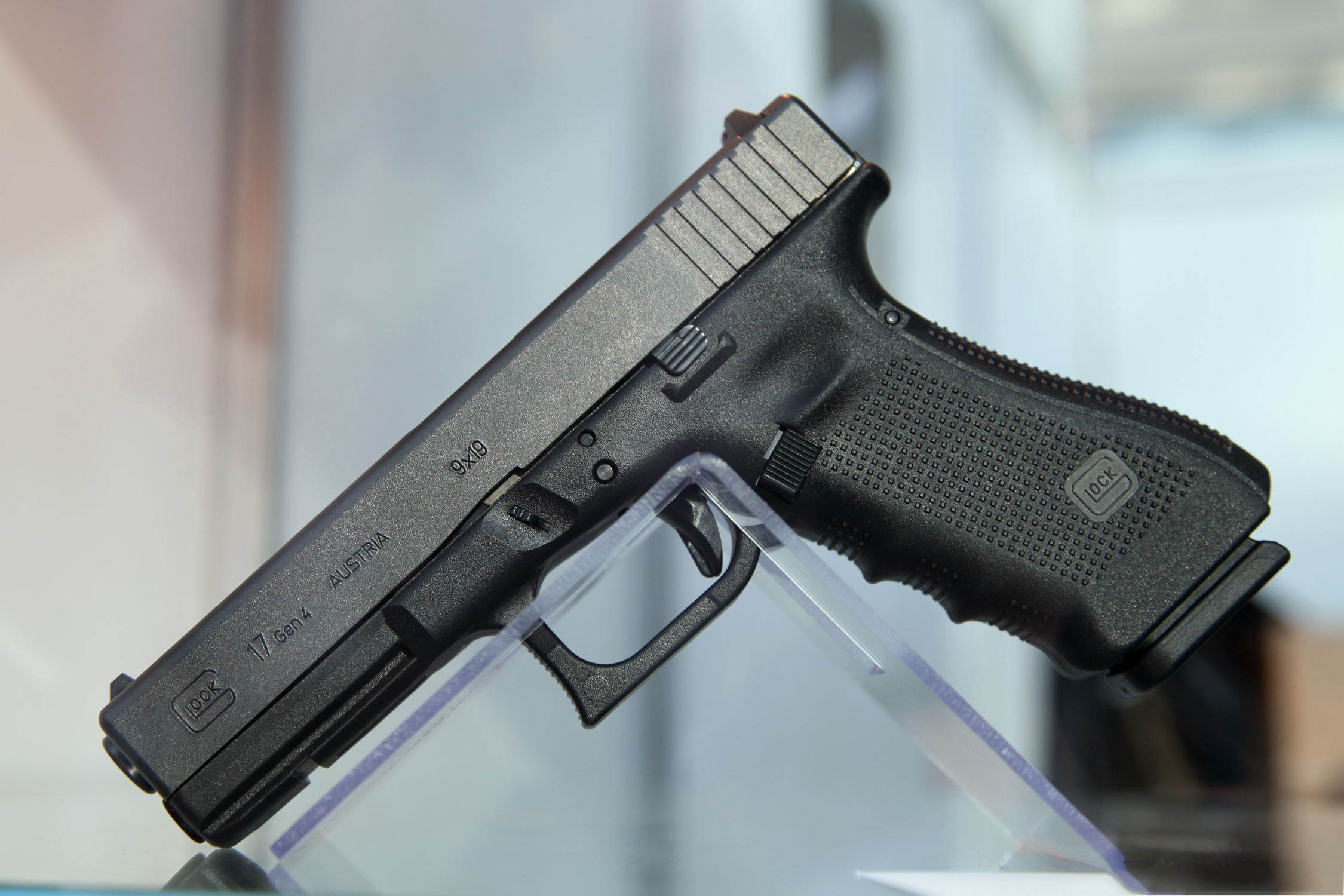
2012年武器及狩獵展（ARMS & Hunting 2012 exhibition）上展出的第四代格洛克17
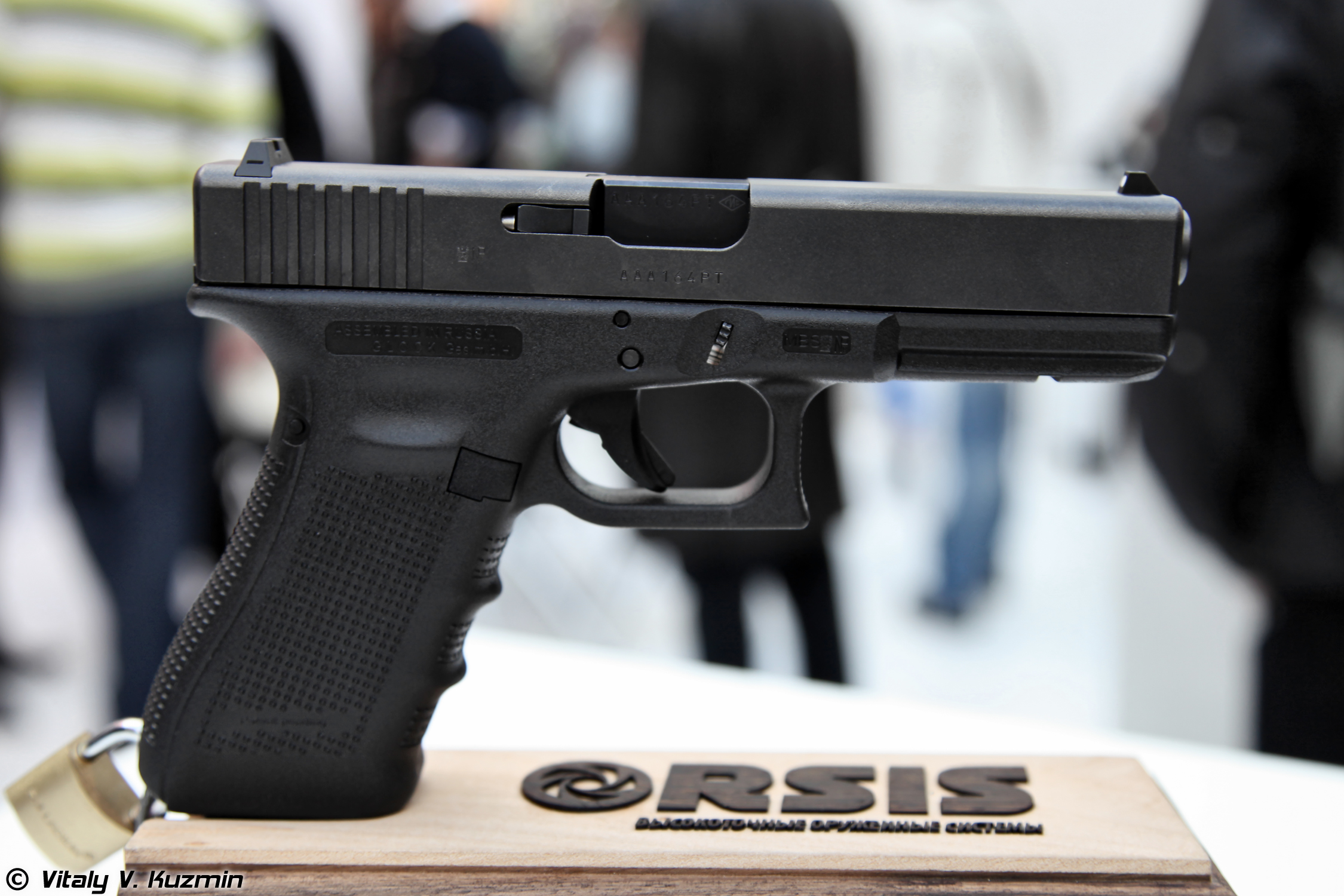
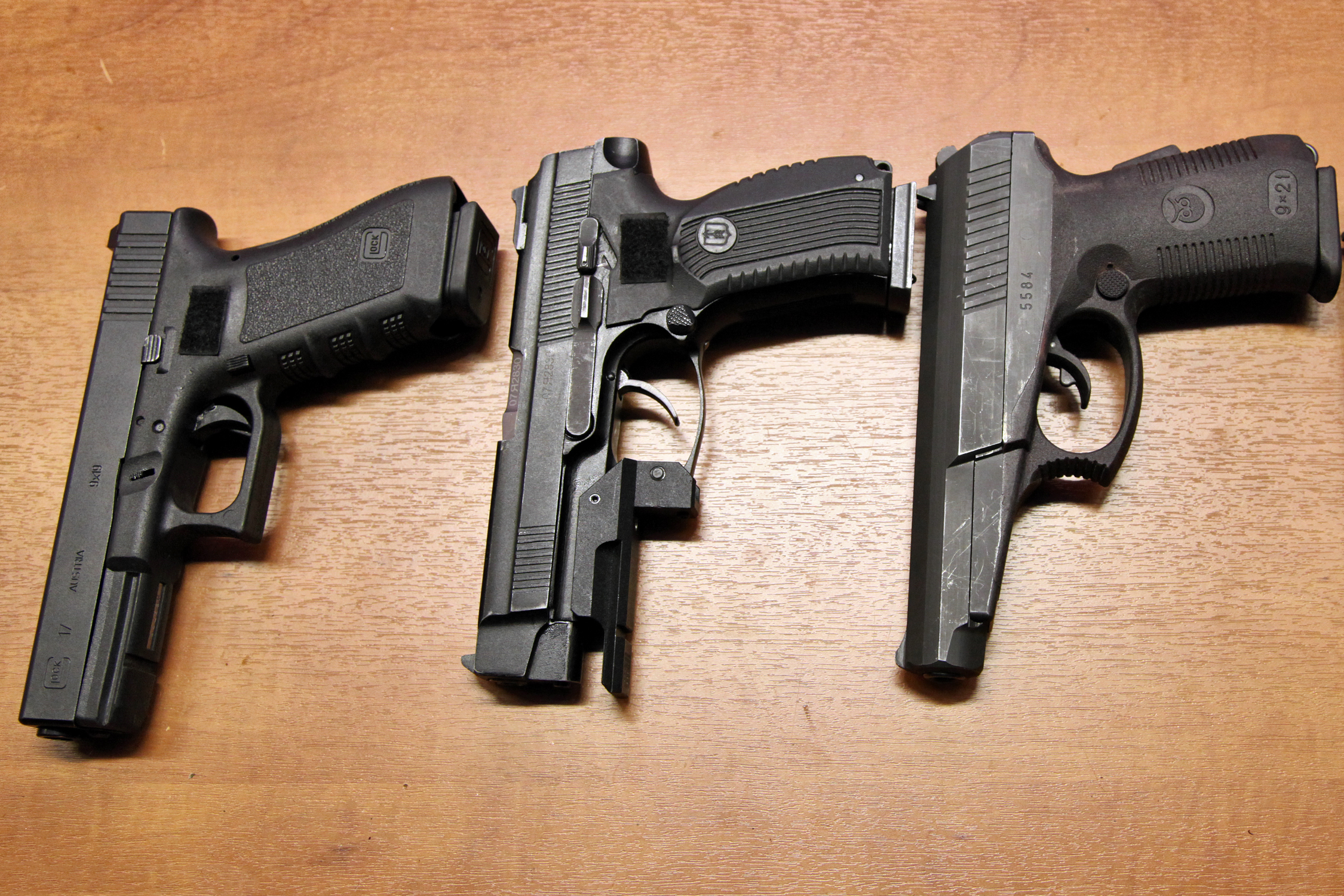
左至右：第三代格洛克17、MP-443「烏鴉」和SR-1M「維克多」
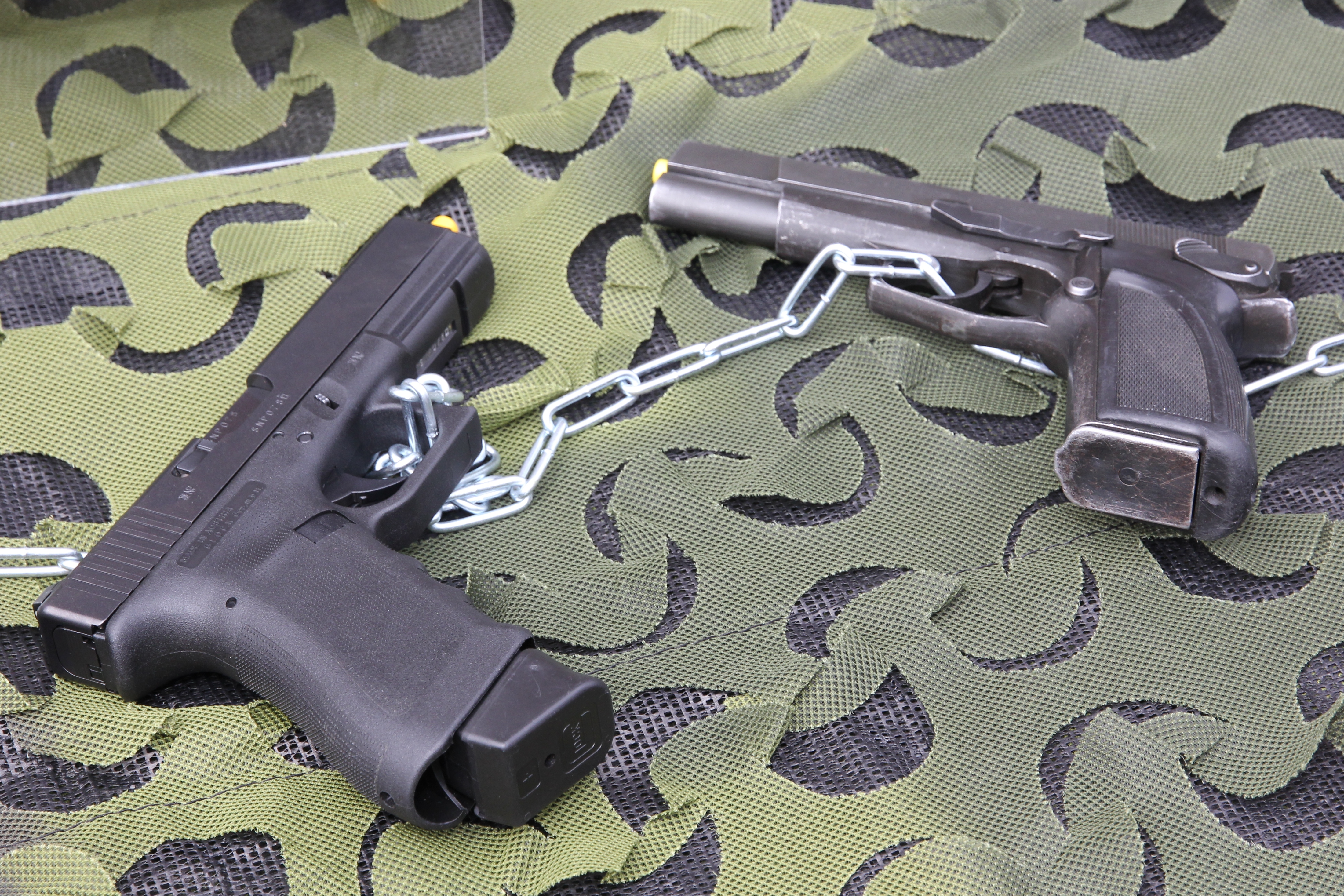
格洛克17和白朗寧雙動半自動手槍的比較
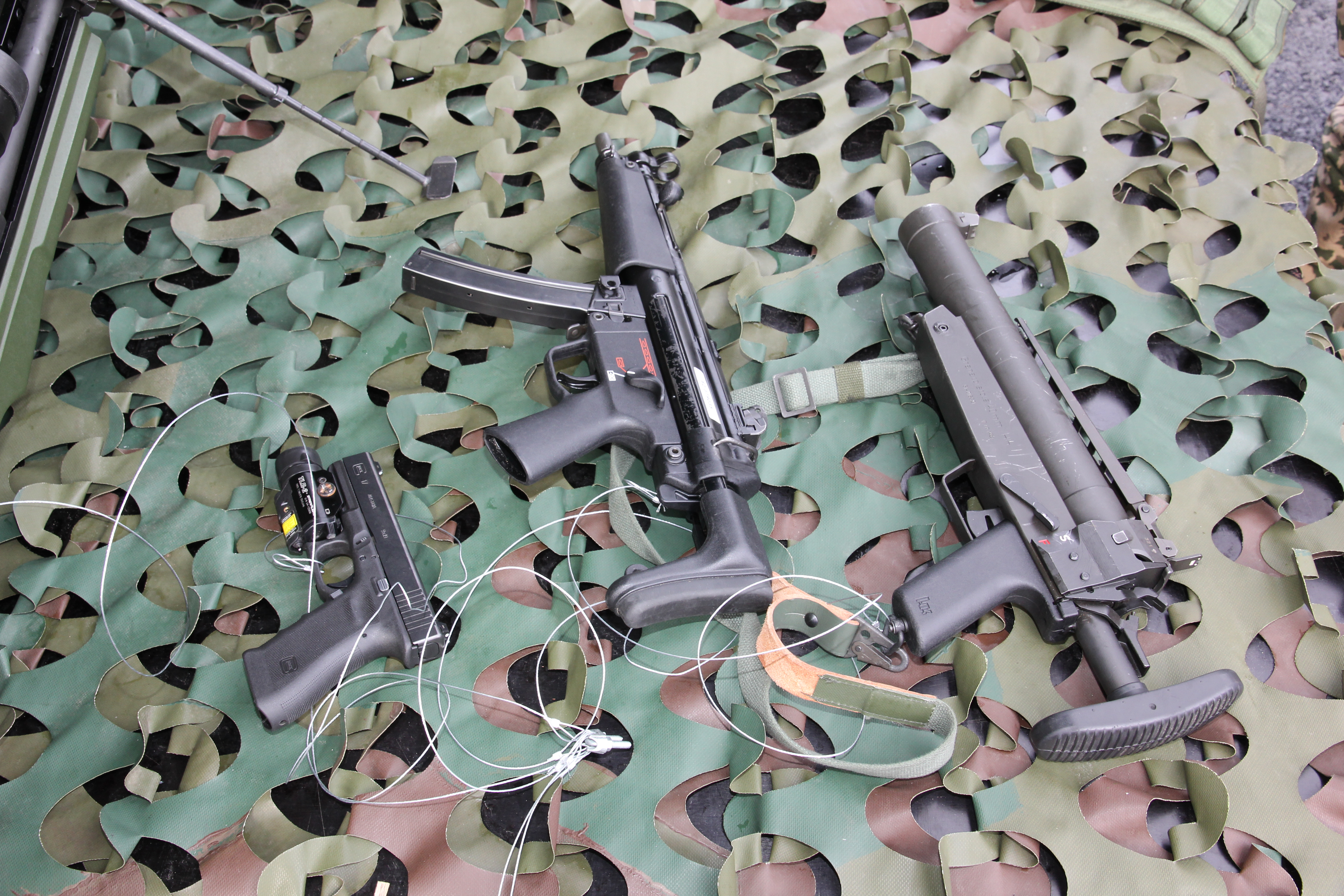
左至右：格洛克17、HK MP5A3和HK69A1
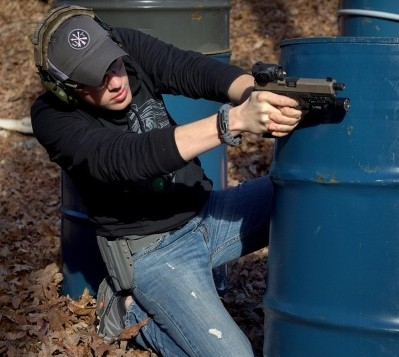
裝上Aimpoint Micro T-1紅點鏡的格洛克17

## 流行文化
格洛克17除了在現實中是一款非常普遍的手槍以外，還出現在大量影視作品當中。

### 電影
- 1988年—《特警屠龍》：最早出現格洛克手槍的影視作品之一。第1代格洛克17由何雪玲（鄭裕玲飾演）督察用於靶場訓練；另一把由Vincent的手下所持有。
- 1990年—《終極警探2》：荷里活電影中最早出現格洛克17的作品之一。第1代格洛克17由史都華上校（威廉·薩德勒（英语：William Sadler）飾演）和其手下所使用。在電影中被錯誤地稱爲“格洛克7”，並描繪為德國生產的武器。
- 1992年—《辣手神探》：由Johnny Wong（黃秋生飾演）的手下所使用。
- 1993年—《機器戰警3（英语：Robocop 3）》：型號為第2代格洛克17，裝有雷射瞄準器，由安妮·路易士（南茜·艾倫飾演）所使用。沒安裝配件的版本也由其他底特律警察局（英语：Detroit Police Department）的警員所使用。
- 1995年—《終極警探3》：型號為第2代格洛克17，由一名洛杉磯警察截停宙斯·卡佛（山繆·傑克森飾演）時所使用。
- 1998年—《尖峰時刻》：型號為第2代格洛克17，由李督察（成龍飾演）於電影開頭所使用，也由聯邦調查局探員和一名華裔黑幫成員所使用。
- 2002年—《蜘蛛人》：型號為第2代格洛克17，由搶劫現金押運車的劫匪用作指嚇車輛司機，並以槍身毆打對方。
- 2002年—《無間道》：型號為第2代格洛克17，由陳永仁（梁朝偉飾演）用以脅持劉健明（劉德華飾演）。
- 2004年—《新警察故事》：型號為第2代格洛克17，由高級督察陳國榮（成龍飾演）和其他香港警務處刑事部警員所使用。
- 2005年—《軍火之王》：型號為第2及第3代格洛克17，一共4把，均為尤里·奧洛夫（尼古拉斯·凱奇飾演）賣給哥倫比亞販毒份子的武器。
- 2006年—《不可能的任務3》：型號為第3代格洛克17，由伊森·韓特（湯姆·克魯斯飾演）和李珍（Maggie Q飾演）所使用。
- 2006年—《時空線索》：型號為第3代格洛克17，由道格（丹佐·華盛頓飾演）自醫院保安員的槍套內盜取並使用，也由紐奧良警察局的警員所使用。
- 2007年—《狙擊生死線》：型號為第3代格洛克17，由聯邦調查局探員尼克·孟斐斯（麥可·潘納飾演）和被收買的費城警察局（英语：Philadelphia Police Department）警員，斯坦利·蒂蒙斯（艾倫·C·彼得森飾演）所使用。
- 2007年—《奪魂鋸4》：型號為第2代格洛克17，由聯邦調查局探員彼得·史川（史考特·帕特森飾演）和警員所使用。
- 2009年—《玩命關頭4》：型號為第2代格洛克17，由聯邦調查局探員布萊恩·奧康納（保羅·沃克飾演）所使用。
- 2010年—《全面啟動》：型號為第3代格洛克17，由亞瑟（喬瑟夫·高登-拉維特飾演）和潛意識戰鬥員所使用。
- 2010年—《竊盜城》：型號為第3代格洛克17，由道格·麥克雷（班·艾佛列克飾演）、傑姆·考林（傑瑞米·雷納飾演）、聯邦調查局探員亞當·福樓利（喬·漢姆飾演）、波士頓警察局警員和現金押運車守衛所使用。
- 2012年—《惡靈古堡5：天譴日》：型號為第3代格洛克17，裝有戰術燈，由艾莉絲（蜜拉·喬娃薇琪飾演）和艾達·王（李冰冰飾演）所使用。
- 2012年—《黑暗騎士：黎明昇起》：型號為第3代格洛克17，由約翰·布雷克（喬瑟夫·高登-李維飾演）、彼得·福利（馬修·莫汀飾演）、其他高譚市警察及特種部隊士兵所使用。
- 2012年—《00:30凌晨密令》：型號為第3代格洛克17，由中央情報局特別活動部幹員，拉利（艾格·拉米瑞茲飾演）及約翰（史考特·艾金斯飾演）所使用；不銹鋼滑套版本也由一名電單車槍手所使用。
- 2014年—《捍衛任務》：第3代格洛克17由維果·塔拉索夫（麥克·恩奎斯特飾演）的手下（部份裝上戰術燈和抑制器）和飯店的殺手所使用；改裝至全自動射擊的第3代格洛克17被維果·塔拉索夫的部份手下安裝在FAB Defense KPOS卡賓槍轉換套件上使用；突出武器格洛克17 Tier 1型由維果·塔拉索夫、約瑟夫·塔拉索夫（阿爾菲·艾倫飾演）、基里爾（丹尼爾·柏哈茲飾演）及艾維（狄恩·溫特斯飾演；使用維果·塔拉索夫的手槍）所使用。
- 2014年—《殺手的品格（英语：No Tears for the Dead）》：第3代格洛克17為主角坤（張東健飾演）在韓國行動期間使用的第二把手槍（首選武器為TT手槍／54式手槍）。
- 2015年—《魔鬼終結者：創世契機》：第3代格洛克17由凱爾·瑞斯（傑·寇特尼飾演）用於2017年的時間點。
- 2015年—《怒火邊界》：第4代格洛克17由亞歷山卓·吉利克（班尼西歐·岱·托羅飾演）所使用。
- 2017年—《捍衛任務2：殺神回歸》：第3代格洛克17由多名打手所使用，也曾多次被約翰·維克（基努·李維飾演）所繳獲。
- 2023年–《周處除三害》：第3代格洛克17由男主角陳桂林（阮經天飾演）持有，先是用於射殺香港仔的兩個小弟，以及連續射殺邪教迷信團體頭“牛頭”林祿和（陳以文飾演）及其信眾數十人。電影中後射殺邪教團體時陳桂林所持有Glock手槍多次卡彈，甚至還對林祿和說連續9槍卡彈就放過你，結果連續兩次未能擊發，這裡卡彈的主要原因很可能是復裝彈或自製子彈，極容易導致無法擊發，並非槍械本身問題。
- 2024年–《角頭—大橋頭》：第3代格洛克17由許麥可(Michael，王陽明飾演)擁有，後分發給土狗幫的老大阿猛（施名帥飾演）與小弟林玉慶（鄭人碩飾演）及游宗保（張再興飾演）使用。

### 電視劇
- 《絕命毒師》系列
- 《CSI犯罪現場》系列
- 《X檔案》系列
- 《越獄風雲》系列
- 《極限權利》系列
- 《24小時反恐任務》系列
- 《勇者逆襲》系列
- 《陰屍路》系列
- 《海豹突擊隊》系列

### 電子遊戲
- 1998年—《戰慄時空》：型號為第2代格洛克17，命名為“9毫米手槍”，載彈量17發。
- 2001年—《閃擊點行動：冷戰危機》：型號為第1代格洛克17，載彈量只有14發，有消音版本，由美軍特種部隊所使用。僅於反抗資料片中登場。
- 2005年—《迅雷先鋒4》：使用不銹鋼滑套，命名為“9毫米手槍”，裝有戰術燈，載彈量17發。
- 2005年—《俠盜獵車手：自由城傳奇》：普遍地由自由城警察和黑幫所使用。
- 2007年—《真實計劃》：由英國陸軍和荷蘭皇家陸軍所使用。
- 2009年—《決勝時刻：現代戰爭2》：遊戲中的“G18”實際為改裝至全自動射擊的橄欖綠底把格洛克17。重製版中才正式修正為真正的格洛克18。
- 2010年—《榮譽勳章》：僅於戰役模式登場。型號為第3代格洛克17，橄欖綠底把，載彈量15+1發，由AFO狼群所屬的三角洲部隊幹員（包括玩家角色杜斯）所使用。
- 2011年—《戰地風雲3》：型號為第3代格洛克17，裝有雷射瞄準器，命名為“G17C”，載彈量17+1發，聯機模式中作為解鎖武器登場，可作改裝。
- 2012年—《榮譽勳章：鐵血悍將》：型號為第3代格洛克17，僅於戰役模式的過場片段中由博西奇和薩拉丁所使用，無法由玩家角色使用。
- 2012年—《黑色高地》：保安部队使用，外形看似是第一代格洛克17。
- 2013年—《戰地風雲4》：型號為第3代格洛克17，僅於戰役模式中由加里森上尉、帕克和科維奇所使用，無法由玩家角色使用。
- 2013年—《劫薪日2》：型號為第3代格洛克17，命名為“Chimano 88”。
- 2015年—《戰地風雲：Hardline》：型號為第3代格洛克17，命名為“G17”，載彈量17+1發，聯機模式中作為雙方操作者解鎖武器登場，可作改裝。單人模式中由尼古拉斯·門多薩、凱、布瑪和罪犯所使用。後在“大逃亡”資料片中追加了加裝紅點鏡、槍口補償器和加大彈匣插座的競技用槍衍生型“G17 Race”，可由所有職階使用。
- 2016年—《逃離塔科夫》：型號為第3代格洛克17，可作定制改裝。
- 2017年—《惡靈古堡7》：命名為「G17 Handgun」。
- 2017年—《戰術小隊》：型號為第4代格洛克17，命名為“L131A1”，由英軍所使用。
- 2018年—《叛亂：沙漠風暴》：為Polymer80公司零件組裝槍，命名為“PF940”，安全部隊專用武器。
- 2022年—《決勝時刻：現代戰爭II 2022》：為第5代格洛克17，命名為“X12”。
- 2023年—《蔚藍檔案》：尾刃環奈的固有武器「第17號女武神制式手槍」原型。

### 動畫
- 《攻殼機動隊》
- 《圖書館戰爭》
- 《神槍少女》：型號為第3代格洛克17，由恐怖份子所使用。
- 《企業傭兵》：型號為格洛克17L，由暴力教會成員／中央情報局臥底，艾達所使用。部份哥倫比亞販毒份子也有使用格洛克17和格洛克17L。
- 《幻靈鎮魂曲》：由江漣／Ein及黑幫成員所使用。
- 《軍火女王》：型號為第3代格洛克17，由法梅特、毛和可蓮所使用。
- 《殺戮的天使》：由瑞秋·加德納所使用。
- 《刀劍神域 Alicization》：由美國國家安全局內應柳井所使用。
- 《Lycoris Recoil 莉可麗絲》：黑色底把，由特工Lycoris所使用。
- 《罪恶王冠》：型号为第四代格洛克17，由葬仪社少女蝶祈所使用。

## 資料來源
1. ↑  REMTEK. .   [2017-05-01]. （原始内容存档于2002-03-27）.
2. ↑  Magpul.com—PMAG 17 GL9 （页面存档备份，存于）, PMAG 21 GL9 （页面存档备份，存于） and PMAG 27 GL9 （页面存档备份，存于）
3. ↑  . 2011-10-31  [2017-05-01]. （原始内容存档于2020-12-23）.
4. ↑  Woźniak, Ryszard. Encyklopedia najnowszej broni palnej - tom 2 G-Ł. Bellona. 2001. pp45-50.
5. ↑  . Lundestudio.com. 2010-01-30  [2010-06-29]. （原始内容存档于2013-01-26）.
6. ↑  Guns Holsters and Gear. . Gunsholstersandgear.com. 2010-01-20  [2010-06-29]. （原始内容存档于2010-07-22）.
7. ↑  . Policeone.com. 2010-01-19  [2010-06-29]. （原始内容存档于2010-04-03）.
8. ↑  Guns Holsters and Gear. . Gunsholstersandgear.com.   [2010-06-29]. （原始内容存档于2010-05-27）.
9. ↑  .   [2017-10-08]. （原始内容存档于2017-08-26）. 外部链接存在于|title= (帮助)
10. ↑  .   [2017-10-08]. （原始内容存档于2017-08-26）. 外部链接存在于|title= (帮助)
11. ↑  .   [2017-10-08]. （原始内容存档于2017-08-26）.
12. ↑  .   [2017-10-08]. （原始内容存档于2017-08-26）. 外部链接存在于|title= (帮助)
13. ↑  .   [2017-10-08]. （原始内容存档于2017-09-04）.
14. ↑  . Lundestudio.com. 2009-11-30  [2010-06-29]. （原始内容存档于2013-02-23）.
15. ↑  . Policemag.com.   [2010-06-29]. （原始内容存档于2014-11-10）.
16. ↑  . Gunsforsale.com.   [2011-02-08].[永久]
17. ↑  . us.glock.com.   [2019-08-30]. （原始内容存档于2020-12-19）.
18. ↑  . eu.glock.com.   [2019-08-30]. （原始内容存档于2021-01-16）.
19. 1 2 3  .   [2009-04-19]. （原始内容存档于2008-06-22）.
20. ↑  . Glockfaq.com.   [2009-07-24]. （原始内容存档于2009-04-16）.
21. ↑  .   [2009-07-24]. （原始内容存档于2023-03-24）.
22. ↑   (PDF).   [2009-07-24]. （原始内容 (PDF)存档于2009-02-05）.
23. ↑  Hrachya H. . The Firearm Blog. 2021-03-11  [2021-03-12]. （原始内容存档于2021-03-16） （美国英语）.
24. ↑  .   [2018-02-09]. （原始内容存档于2020-12-05）.
25. ↑  .   [2017-05-01]. （原始内容存档于2017-09-26）.
26. ↑  Afp.gov.au 的存檔，存档日期August 23, 2012，.
27. ↑  .   [2010-06-29]. （原始内容存档于2011-12-28）.
28. ↑  BMLV —Presseabteilung —Referat Internet. . Bmlv.gv.at.   [2009-07-24]. （原始内容存档于2014-10-20）.
29. 1 2 3 4 5 6 7 8 9 10 11 12 13 14 15 16  Kasler, 79
30. 1 2 3 4 5 6 7 8 9 10 11 12 13 14  Valpolini, Paolo.  (PDF). armadainternational.com - Armada International (Online). June 2009  [2010-02-13]. （原始内容 (PDF)存档于2010-02-14）.
31. ↑  .   [2017-09-26]. （原始内容存档于2011-06-15）.
32. ↑  SandSlashX. . 2010-09-28  [2017-05-01]. （原始内容存档于2020-11-14） –YouTube.
33. ↑  .   [2017-05-01]. （原始内容存档于2016-04-18）.
34. ↑  fabf1981. . 2010-12-22  [2017-05-01]. （原始内容存档于2014-06-30） –YouTube.
35. ↑  SIE 的存檔，存档日期2010-05-23., De Blauwe Baret
36. ↑  .   [2017-09-26]. （原始内容存档于2010-08-18）.
37. ↑  .   [25 December 2014]. （原始内容存档于23 November 2014）.
38. ↑  .   [2017-05-01]. （原始内容存档于2017-09-21）.
39. ↑  .   [2017-05-01]. （原始内容存档于2021-02-24）.
40. ↑   (PDF).   [2010-07-01]. （原始内容存档 (PDF)于2012-02-29）.
41. ↑  .   [2017-09-26]. （原始内容存档于2011-07-18）.
42. ↑  Fiji police buy pistols for Tactical Response Unit. （页面存档备份，存于） Retrieved on September 19, 2008.
43. ↑  HS.fi: Poliisi hankkii uusia virka-aseita 的存檔，存档日期2013-11-09. published on 12-04-2007, retrived on 16-08-2009. Language: Finnish.
44. 1 2 3 4  （文）—Ruotuväki: Puolustusvoimille uusia pistooleja （页面存档备份，存于） Ruotuväki 03/09. Retrived on 16-08-2009.
45. ↑  . Defense.gouv.fr.   [2009-07-24]. （原始内容存档于March 16, 2008） （法语）.
46. ↑  . The Firearm Blog. 2020-01-06  [2020-01-07]. （原始内容存档于2021-02-01） （美国英语）.
47. ↑  Unnithan, Sandeep. . India Today （Online）. August 22, 2008  [2009-04-04]. （原始内容存档于2010-02-12）.
48. ↑  . Indianexpress.com. 2010-01-02  [2010-09-01]. （原始内容存档于2011-03-05）.
49. ↑  Our Special Correspondent. . Calcutta, India: Telegraphindia.com. 2008-12-18  [2010-09-01]. （原始内容存档于2017-07-08）.
50. ↑  . Hindustan Times. 2009-10-10  [2010-09-01]. （原始内容存档于2012-09-10）.
51. ↑   (PDF). www.smallarmssurvey.org.   [2010-02-11]. （原始内容 (PDF)存档于2010-07-05）.
52. ↑  . Gazeta Express.   [2010-06-29]. （原始内容存档于2016-08-22）.
53. ↑  Mod.gov.lv
54. ↑  Dainius Pilypas. . SOJ.lt.   [2009-07-24]. （原始内容存档于2009-06-30）.
55. ↑  .   [2017-09-27]. （原始内容存档于2011-06-29）.
56. ↑  . Armee.lu. （原始内容存档于2011-07-20）.
57. ↑  . Unofficial Website of Unité Spéciale, Officially Endorsed.   [2009-10-06]. （原始内容存档于2011-07-22）.
58. ↑   (PDF). RAIDS Magazine. March 2006  [2009-09-23]. （原始内容 (PDF)存档于2011-07-22） （法语）.
59. 1 2  Thompson, Leroy. . Special Weapons. December 2008  [2009-11-29]. （原始内容存档于2012-04-02）.
60. ↑  Royal Malaysian Customs Academy. . Royal Malaysian Customs.   [2011-08-22]. （原始内容存档于2019-07-06）.
61. ↑  Giletta, Jacques.  1st. Taurus Editions. 2005. ISBN 2 912976-04-9.
62. ↑  .   [2017-09-27]. （原始内容存档于2012-10-12）.
63. ↑  Danilović, Mihailo.  (PDF). Partner (Ministarstvo odbrane Crne Gore (Ministry of Defense of the Montenegro)?). 19 October 2009: 15  [2010-07-01]. ISSN 1800-7759. （原始内容存档 (PDF)于2011-07-25） （cnr）.
64. ↑  .   [2017-09-27]. （原始内容存档于2020-06-25）.
65. ↑  . Defensie.nl.   [2010-06-29]. （原始内容存档于2011-10-01）.
66. ↑  Jones, Richard. . Jane's Information Group. 2009: 900. ISBN 0710628692.
67. ↑  Arrestatieteams nemen Glock 17 in gebruik 的存檔，存档日期2008-09-14., De Blauwe Baret
68. ↑   (PDF).   [2010-06-29]. （原始内容存档 (PDF)于2011-03-04）.
69. ↑   (PDF).   [2010-06-29]. （原始内容存档 (PDF)于2011-03-04）.
70. ↑  . Topglock.com. 1985-01-13  [2009-07-24]. （原始内容存档于2008-03-12）.
71. ↑  .   [2017-09-27]. （原始内容存档于2015-11-26）.
72. ↑  .   [2017-09-27]. （原始内容存档于2016-11-24）.
73. ↑  . Philippine News Agency. 2017-06-02  [2017-06-03]. （原始内容存档于2017-06-05）.
74. ↑  Ferreira, Bryan. . Spec Ops Magazine. 2019-11-17  [2020-01-07]. （原始内容存档于2020-04-06） （美国英语）.
75. ↑  . IOL Diário.   [2010-06-29]. （原始内容存档于2009-02-21）.
76. ↑  . Mvd.ru.   [2010-06-29]. （原始内容存档于2010-03-01）.
77. ↑  . Lenta.ru.   [2010-06-29]. （原始内容存档于2013-01-15）.
78. ↑  . YouTube.   [2015-01-03]. （原始内容存档于2016-01-09）.
79. ↑  .   [2017-09-27]. （原始内容存档于2016-09-16）.
80. ↑  .   [2017-09-27]. （原始内容存档于2017-02-02）.
81. ↑  RSIPF. . ramsi.org.   [2017-08-22]. （原始内容存档于2019-01-20）.
82. ↑  . Veteranos Boinas Verdes.   [2008-12-26]. （原始内容存档于2009-05-03）.
83. ↑  . Mil.se.   [2008-09-08]. （原始内容存档于2008-10-10）.
84. ↑  Henrik Svensk. . Soldf.com. 2007-01-05  [2009-07-24]. （原始内容存档于2009-07-20）.
85. ↑  . BBC News. 2013-01-11  [2013-01-11]. （原始内容存档于2021-03-08）.
86. ↑   (PDF). 2013  [1 September 2013]. （原始内容 (PDF)存档于2017年7月10日）.
87. ↑  . Met.police.uk.   [2009-07-24]. （原始内容存档于2009-09-05）.
88. ↑  Rebecca Camber. . London: Dailymail.co.uk. 2010-06-13  [2010-06-29]. （原始内容存档于2021-03-14）.
89. ↑  .   [June 12, 2010].[]
90. ↑  .   [January 20, 2009].[]
91. ↑  . UTV News. 2002-10-25  [2010-06-29]. （原始内容存档于2011-07-25）.
92. ↑  .   [2017-09-28]. （原始内容存档于2017-05-14）.
93. ↑  .   [2017-09-28]. （原始内容存档于2020-06-25）.
94. ↑  Ayoob, Massad. . Guns Magazine. July 2008: 14–17  [2017-09-28]. （原始内容存档于2021-02-26）.
95. ↑  Sweeney, Patrick. . Iola, WI: Krause Publications. 2008. ISBN 0896896420.
96. ↑  Uruguay to produce Glock pistols （页面存档备份，存于） - Janes.com, 28 April 2013
97. ↑  .   [2018-08-08]. （原始内容存档于2018-08-08）.
98. ↑  IMFDB - GLOCK Series[]

## 外部連結
- （英文）—格洛克公司主頁 （页面存档备份，存于）
- （英文）—Modern Firearms—Glock family of handguns （页面存档备份，存于）
- （英文）—Unsung Best Buy: A Critical Look at the Glock 17 （页面存档备份，存于）
- （英文）—Arotek Night Sights:  Glock 17 （页面存档备份，存于）
- （英文）—Shooting the Glock 17L （页面存档备份，存于）
- （英文）—Shooting the Glock 17L: Part II （页面存档备份，存于）
- （英文）—ImpactGuns.com—Glock 17 （页面存档备份，存于）
- （英文）—EnemyForces.com—Self-loading Pistol "Glock - 17" （页面存档备份，存于）
- （英文）—Flickr—Glock 17 （页面存档备份，存于）
- （英文）—Sniperworld—Glock 17 （页面存档备份，存于）
- （英文）—A Critical Look at the Glock 17 （页面存档备份，存于）
- （英文）—of operation—Glock Upgrades&t=0h0m0s YouTube上的
- （英文）—YouTube上的Video of operation—Glock 17 upgrades! vidoe#2
- （英文）—American Rifleman—The Glock 17 Pistol （页面存档备份，存于）
- （英文）—The Firearm Blog.com—
  - New Glock 17 RTF2 （页面存档备份，存于）
  - UK Military To Adopt Glock 17 Gen 4 （页面存档备份，存于）
  - Lightning Review: Stainless Gen 4 Glock Guide Rods by LoneWolf Distributors （页面存档备份，存于）
  - Glock Teases New Gen 4 Pistol – 9mm Single-Stack (Finally) Coming? （页面存档备份，存于）
  - POTD: Glock 17 Gen 4 EDC （页面存档备份，存于）
  - Lipsey’s & Vickers Gray RTF2 Glock exclusive （页面存档备份，存于）
  - News from Glock at IWA Germany. Let there be COLOR… （页面存档备份，存于）
  - Glock 17 Gen 3 – Long Term Review （页面存档备份，存于）
  - Review: Suarez International L-Mount Trijicon RMR Red Dot Base （页面存档备份，存于）
  - Breaking: Photo Of The New FBI Glock 17M Leaked （页面存档备份，存于）
  - New FBI Glock Rumors Surface （页面存档备份，存于）
  - BREAKING: Glock 17M Recalled By Police Department （页面存档备份，存于）
  - Glock Recall Update: Indy Metro PD Releases A Statement （页面存档备份，存于）
  - Glock 17M Recall Update （页面存档备份，存于）
  - Magpul PMAG 21 GL9 9mm Glock Mags Now Shipping （页面存档备份，存于）
  - Breaking: Larry Vickers New Glock Leaked? （页面存档备份，存于）
  - Cue the Fanboys: Lipsey’s New Vickers Tactical Glock 17 and 19 Pistols （页面存档备份，存于）
  - Review: American Manufacturing Group Lock, Stock, & Barrel Glock 17 Conversion Kit （页面存档备份，存于）
- （英文）—The Truth About Guns.com—
  - Glock Gen4 G17, G19, G26 Preview （页面存档备份，存于）
  - First Impressions: Gen4 Glock G17, G19 & G26 （页面存档备份，存于）
  - Gun Review: Glock Gen4 Comparison (G17, G19, G26) （页面存档备份，存于）
  - Question of the Day: Is the Glock 17 One of the Ten Most Influential Handguns of All Time? （页面存档备份，存于）
  - Gun Review: Glock 17 EXO （页面存档备份，存于）
  - The Earth is Flat. My Comedy is Dark. It’s 17 O’ Glock. Do You Know Where Your Erika Is? （页面存档备份，存于）
  - Gun Review: Glock 17 Gen 4 （页面存档备份，存于）
  - UK Troops Ditch Browning for Glock 17 （页面存档备份，存于）
  - What I Carry and Why: Dean Weingarten’s GLOCK 17 and S&W 337 （页面存档备份，存于）
  - New From GLOCK: G19 GEN4 MOS & G17 GEN4 MOS （页面存档备份，存于）
  - Lining Up the Sights ［Contest Entry］ （页面存档备份，存于）
  - Boxer Tactical Daily Digest 6.6.16: The Military’s (Still) Looking for a New Pistol, Take the GLOCK Safety Pledge and Keep Your .50 Cal-Equipped Jeep Away From Schools （页面存档备份，存于）
  - BREAKING: Leaked Photos of New GLOCK 17M （页面存档备份，存于）
- （英文）—Guns & Ammo.com—
  - Glock 17 Gen4 Review （页面存档备份，存于）
  - Zombie Slaying with a Full-Auto Glock 17 Conversion （页面存档备份，存于）
  - Glock 17 and 19 Platforms
- （英文）—Handguns Magazine.com—
  - Glock’s New Generation 4 Pistol （页面存档备份，存于）
  - Glock Gen4 Recoil Spring Exchange （页面存档备份，存于）
  - Gen 4 Glocks–A Step Backward? （页面存档备份，存于）
- （英文）—Tactical-Life.com—
  - GLOCK 17 GEN4 9mm （页面存档备份，存于）
  - GLOCK Flat Dark Earth （页面存档备份，存于）
  - Special Forces Glocks （页面存档备份，存于）
  - Top 8 Pistols of SPECIAL WEAPONS FOR MILITARY & POLICE in 2014 （页面存档备份，存于）
  - 14 Long-Slide Handguns That Pack Maximum Power （页面存档备份，存于）
  - 11 Weapons of the Special Operations Forces （页面存档备份，存于）
  - of the Best Pistols From Specials Weapons Magazine in 2015 （页面存档备份，存于）
  - First Look: Glock’s New MOS Configuration G17, G19 （页面存档备份，存于）
  - Glock’s New MVPs: G17 Gen4 & G19 Gen4 MOS （页面存档备份，存于）
  - Glocks Galore: The Ultimate Glock Buyer’s Guide （页面存档备份，存于）
  - Next-Gen Upgrades: A Look at Glock’s Gen4 Pistols （页面存档备份，存于）
  - PMAG 27 GL9: Magpul’s 27-Round Magazine For Glock 9mm Pistols （页面存档备份，存于）
- （英文）—Personal Defense World.com—
  - 3 GLOCK Subcompact & Full-Size Pistols For Self-Defense （页面存档备份，存于）
  - Perfect Nines: 9 Reliable GLOCK Pistols Chambered in 9mm （页面存档备份，存于）
  - 16 Strong and Silent Threaded-Barrel Pistols （页面存档备份，存于）
  - 25 Concealed Carry Handguns In Today’s Marketplace （页面存档备份，存于）
  - 12 Autopistols From the COMPLETE BOOK OF HANDGUNS 2016 Buyer’s Guide （页面存档备份，存于）
- （英文）—LipseysGuns.com—
  - GLOCK 17 Gen 3 Flat Dark Earth
  - GLOCK 17 Gen 4 Flat Dark Earth
  - GLOCK 17 Gen 4 FDE w/ Cerakote Slide 9mm
- （英文）—第四代格洛克17
- （英文）—Military, Security and Civilian Guns and Equipment—Glock 17 （页面存档备份，存于）
- （繁體中文）—百步穿楊—奧地利Glock手槍系列
- （简体中文）—世界十大名枪之：奥地利格洛克17型手枪 （页面存档备份，存于）
- （简体中文）—17枪打死一条狗：名枪格洛克遭质疑 （页面存档备份，存于）
- （简体中文）—图文：格洛克17手枪包装箱 （页面存档备份，存于）
- （简体中文）—格洛克17式9mm手枪
- （简体中文）—D Boy Gun World（槍炮世界）—GLOCK 17 （页面存档备份，存于）

Template:Military navigation
#invoke: Navbox

#invoke:Military navigation